# Малама
Мала́ма — дворянский род, древний, до 1685 года, происходящий от Андриаша Дмитриевича Маламы, бывшего охочекомонным полковником.
По универсалу гетмана Скоропадского, данному 10 (22) января 1718 г., владел селом Дащенки с посполитыми людьми, переходившем наследственно к потомкам его, служившим Российскому Престолу в военной и гражданской службе. Определениями бывшей Герольдии и Правительствующего Сената, состоявшимся 21 марта [2 апреля] 1841 и 26 августа [7 сентября ] 1841 г., 19 февраля [3 марта] 1842 г., 8 (20) августа 1846 г., 23 января [4 февраля] и 27 ноября [9 декабря] 1847 г., 17 (29) декабря 1856 г. и 27 сентября [9 октября] 1860 годов, род Малама утверждён в древнем дворянстве, со внесением в VI-ю часть родословной книги Екатеринославской губернии.
Род Малама по семейным преданиям происхождения византийского. В пользу этого говорит и тройное изображение на гербе Рода римского мануса — почётного символа верности римских воинов, располагавшегося на сигнуме манипулы. Ближайшие же предки переселились в Трансильванию и Валахию после падения в 1453 г. Константинополя и оттуда часть их выселилась в Россию.
Из представителей рода в Трансильвании известны два брата Георгий и Стефан Малом (Malom) изъ «Egerbegy» в Трансильвании, получившие 16 (27) октября 1653 г. Adelsbrief от Князя Георгия II Ракоци.
Хотя точная связь нынешнего рода Малама с упоминаемыми братьями не установлена, но надо полагать, что род Малама происходит от Стефана. В архиве Полтавского Депутатского Собрания в деле под № 163 сохранилось свидетельство двенадцати дворян Киевского наместничества, Пирятинского уезда, данное жительствующим в селе Дащенках Савве, Авраму, Акиму, Кузьме, Марку, Василию и Ивану Штефанам Малама в том, что дед их Степан Штефан был из волоского шляхетства и происходил из одного общего с полковником охочекомонного компанейского полка Андриашем Маламой предка. Выехал в Российскую Империю, во время бытности с армией под Прутом, из Молдавии в 1711 году. Продолжал службу в компанейском полку ротмистром, а по выходе в отставку жил в селе Ястромучил, а потом перешёл в село Дащенки, где и умер. Тут же поясняется, что в Молдавии многих называли не по фамилиям, а по именам, почему и дед их, Штефанов, не назывался Малама, а по отчеству Штефанов. То же самое видим мы в отношении полковника Андриаша Дмитриевича Маламы, который весьма редко называется по фамилии, а больше просто по имени Андриаш или по имени и отчеству Андриаш Дмитриевич. По-видимому, Стефан Штефанов был двоюродным братом Андриаша Дмитриевича и внуком Стефана Малом из Egerbegy, этот последний и был, надо полагать, общим предком Штефановых и существующего рода Малама. Правда, как видно из вышеупомянутого дела Полтавского Депутатского Собрания, потомки Стефана Штефанова, за непредставлением требуемых законом документов, Сенатом не были признаны сочленами рода Малама, но произошло это, по-видимому, вследствие утери ими упомянутых документов. Вообще, в дальнейшем сведений о них не имеется.
В Белоруссии в 20-30-х годах XX века появилась семья, носящая фамилию Малама, однако генеалогически к Роду Малама она отношения не имеет. Михаил Андреевич, служивший в Минской губернии на момент революции и не имевший сыновей, решил передать свою фамилию актом усыновления по советским законам сыну своего знакомого. Однако, тем самым была нарушена ст.152 Свода законов Российской Империи, устанавливающая, что «Передача усыновителем фамилий потомственными дворянами может последовать не иначе, как с Высочайшего соизволения». Высочайший Указ от 11 (23) октября 1803 г. и последующие Указы (16 (28) ноября 1817 года, 19 апреля [1 марта] 1822 года, 20 сентября [2 октября] 1825 года) позволяли бездетным дворянам усыновлять только ближайших законнорожденных родственников «через передачу им при жизни фамилии и герба и оставлении по смерти в наследство недвижимого имущества». При этом принцип сословности при усыновлении дворянами, купцами, нижними воинскими чинами и т. д. соблюдался неукоснительно.
Среди представителей рода Малама встречаем много лиц, служивших на военной и гражданской службе, много участников войн и походов, много лиц, служивших по выборам дворянства в качестве Уездных предводителей и депутатов, четверо Георгиевских кавалеров, депутата Государственной Думы, а также учёных и духовное лицо.
Вообще, в конце XIX в. происходит выдвижение ряда представителей Рода с уездного и губернского уровней на высокие посты общеимперского значения, так что к моменту Февральского переворота в ближайшем окружении Государя Императора Николая II было уже трое из Рода Малама.
Первым зарегистрированным в русской родословной фамилии Малама является Андриаш (Андрей) Дмитриевич Малама, появлявшийся в России в 1680-х годах и окончательно выехавший из Валахии, из г. Дубоссар, в Малороссию около 1706 г. и поступивший на службу полковником в охочекомонный полк.

Сыновья его Михаил, Пётр и Иван служили бунчуковыми товарищами в Запорожском Казачьем Войске, записаны в Пирятинской сотне Лубенского полка. 

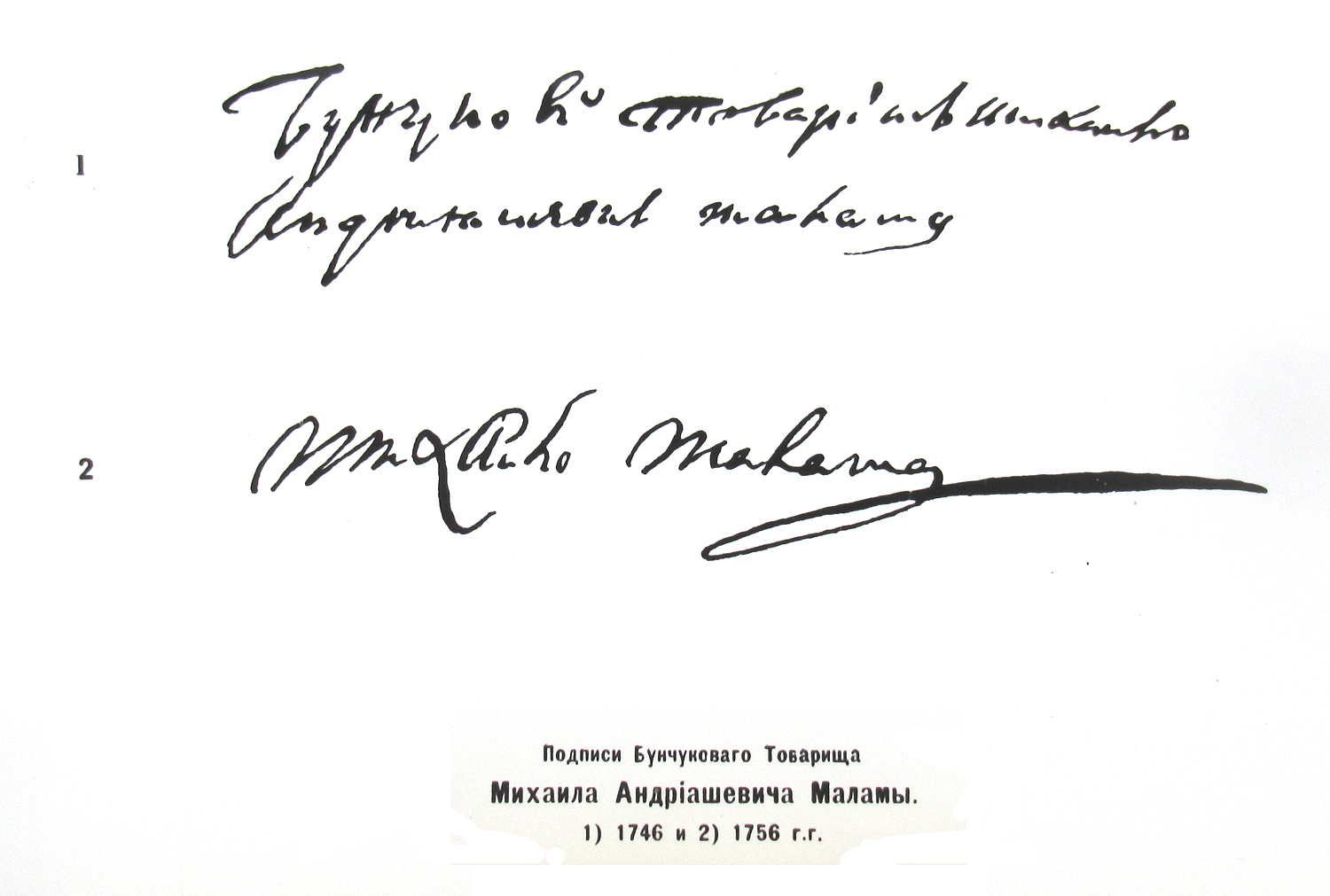
подписи Бунчукового товарища Михаила Андриашевича Маламы

Иван затем поступил в Венгерский гусарский полк, которым впоследствии командовал. Участвуя в Семилетней войне, в одном из сражений, в чине полковника, был убит. Михаил участвовал в войне против Турции в 1739 г.

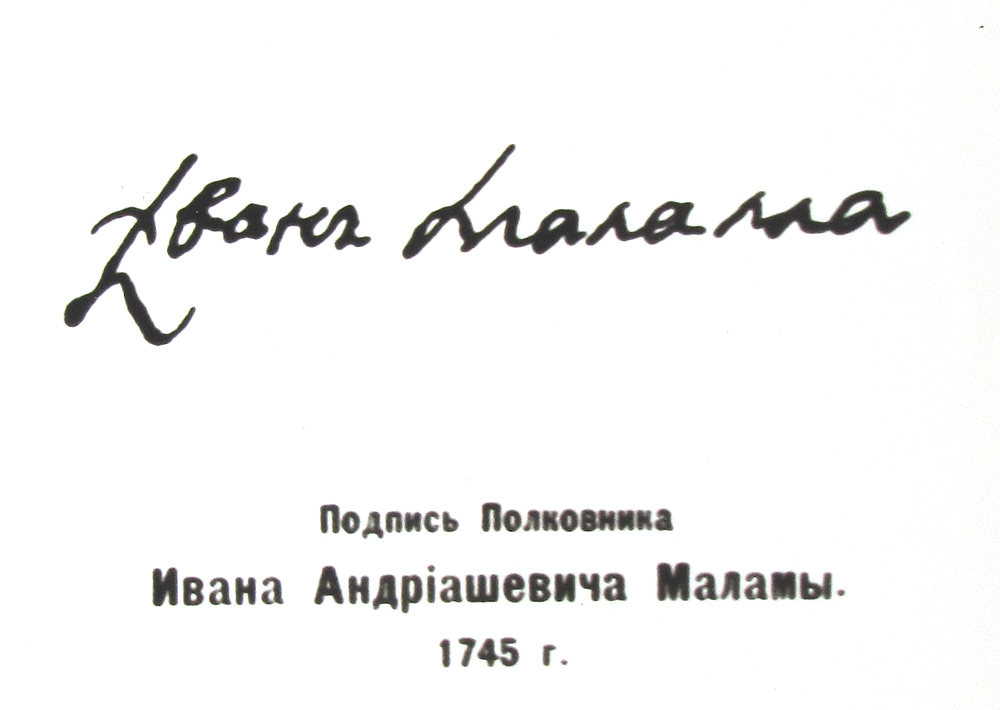
подпись полковника Ивана Андриашевича Маламы

В Харьковском Историческом Архиве про Петра Андриашевича Маламу сказано, что по Указу Генеральной войсковой канцелярии от 13 (25) июля 1751 г. 

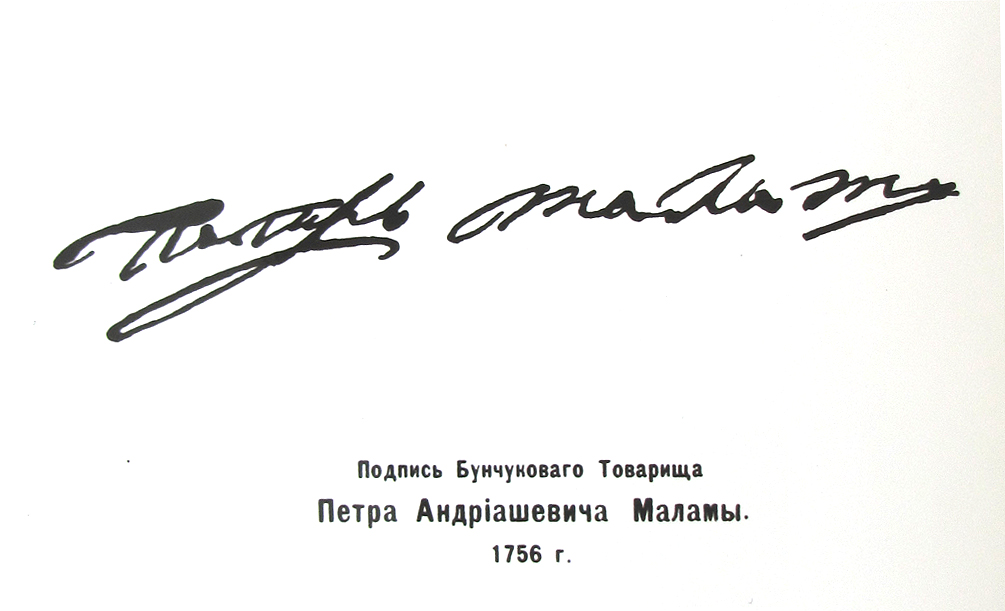
подпись Бунчукового товарища Петра Андриашевича Маламы

велено ему, Петру Андриашевичу Маламе, вместе с другими бунчуковыми товарищами, быть при чтении грамоты на гетманство Кирилла Григорьевича Разумовского и выносе гетманских клейнодов в церковь в добром убранстве, на конях верхами, а ехать им рядом с парадной лошадью его ясновельможности с серебряными литаврами.
Михаил и Пётр жили в Дащенках, где и умерли.
Линия Ивана Андриашевича переселилась в Лифляндию, где владела имениями Лизон, Друвен, Штопиусгоф и Куртенгоф. Братья Александр и Иван Ивановичи Малама возведены были в 1787 г. в баронское достоинство Святой Римской империи Австрийским Императором Иосифом II. Этот титул признан был в России. Линия эта прекратилась со смертью барона Матвея Александровича в 1833 г.

В последующих поколениях видим Войскового товарища Василия Михайловича, владевшего наследственным имением Дащенки;

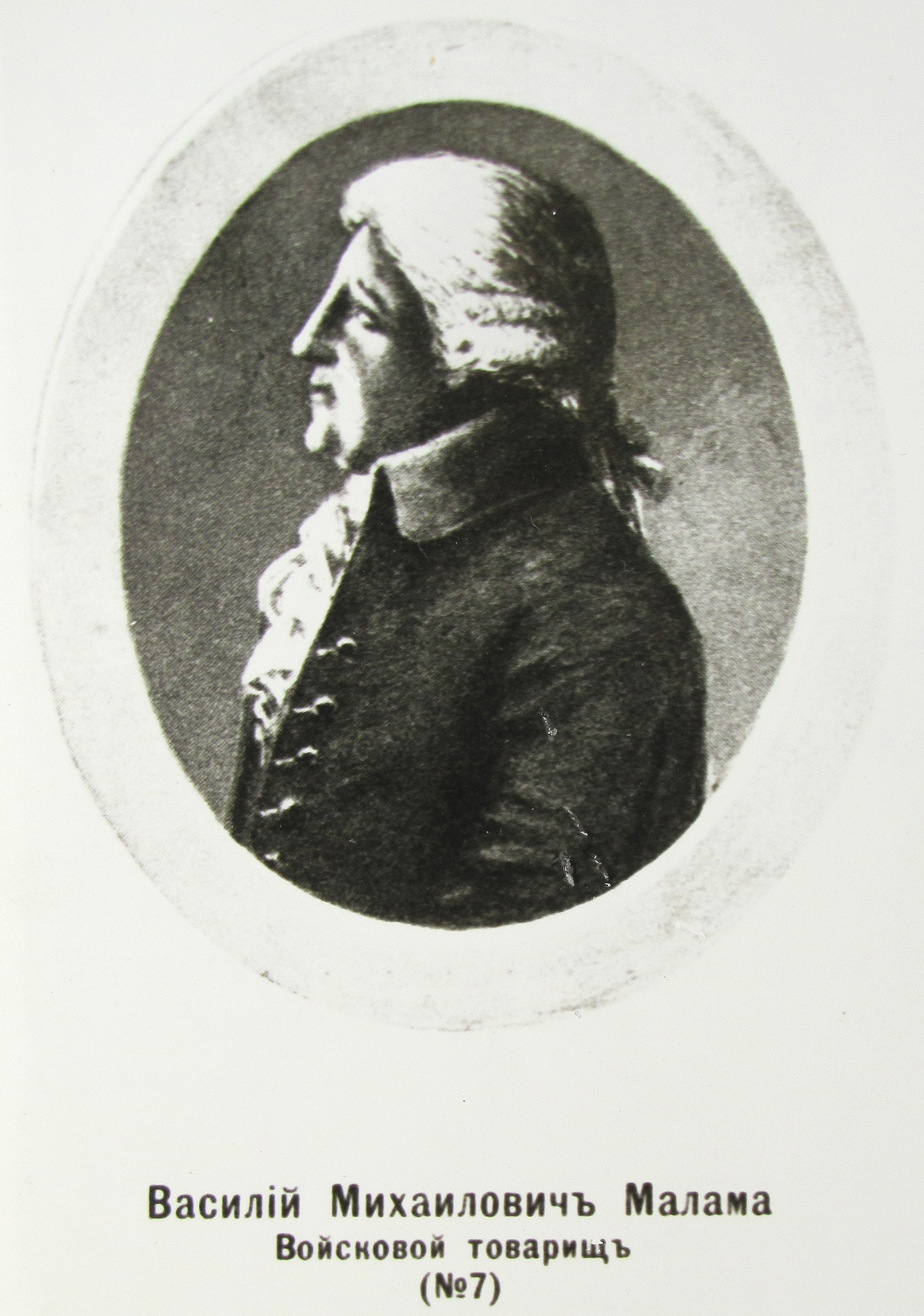
Войсковой товарищ Василий Михайлович Малама (№ 7)

 капитана Моисея Михайловича, служившего в Волосском гусарском полку и бывшего в походах в Польше, при взятии Хотина, в Крыму, за Дунаем; Захария Михайловича, служившего в военной службе, а затем по выходе в отставку жившего в Дащенках, впоследствии это имение он продал и переселился в Софиевку, Верхнеднепровского уезда.
Аристарх Ильич, участник войны 1812 г. (№ 19 по Родословному древу): правнук его, Георгий Владимирович (№ 64 по Родословному древу), лишился обоих родителей в раннем возрасте. Дядя его, Александр Валерианович, принял со своей супругой полное участие в нём и его сестре и, по Высочайшему разрешению, перевёл племянника из Владикавказского кадетского корпуса в Пажеский Е. И. В. Корпус, а племянницу свою устроил в Смольный институт благородных девиц. Георгий и сестра его Елена не смогли в силу обстоятельств и своего юного возраста покинуть красный Петроград и принуждены были остаться в РСФСР. Елена Владимировна говорила на пяти языках, но, как и брат, скрывая всю жизнь своё происхождение, принуждена была работать счетоводом, замуж не вышла и умерла во второй половине XX в. в г. Пятигорске. В последние дни перед смертью она перестала понимать, что находится в СССР и спрашивала по-французски у окружающих «о чём говорили сегодня за завтраком у Императрицы» и т. п. Георгий Владимирович умер в 1968 г. в г. Пятигорске и оставил одного сына, внука и трёх правнуков. Ирина, дочь его от первого брака, была замужем за офицером польской армии Андерса еврейского происхождения и в 1968 г., во время гонений Гомулки, семья её переехала в Данию, где оставила потомков.
Феодор Захарьевич (№ 21 по Родословному древу), служивший в артиллерии, подпоручик и кавалер, затем депутат дворянства Верхнеднепровского уезда, жил в имении Софиевка; 

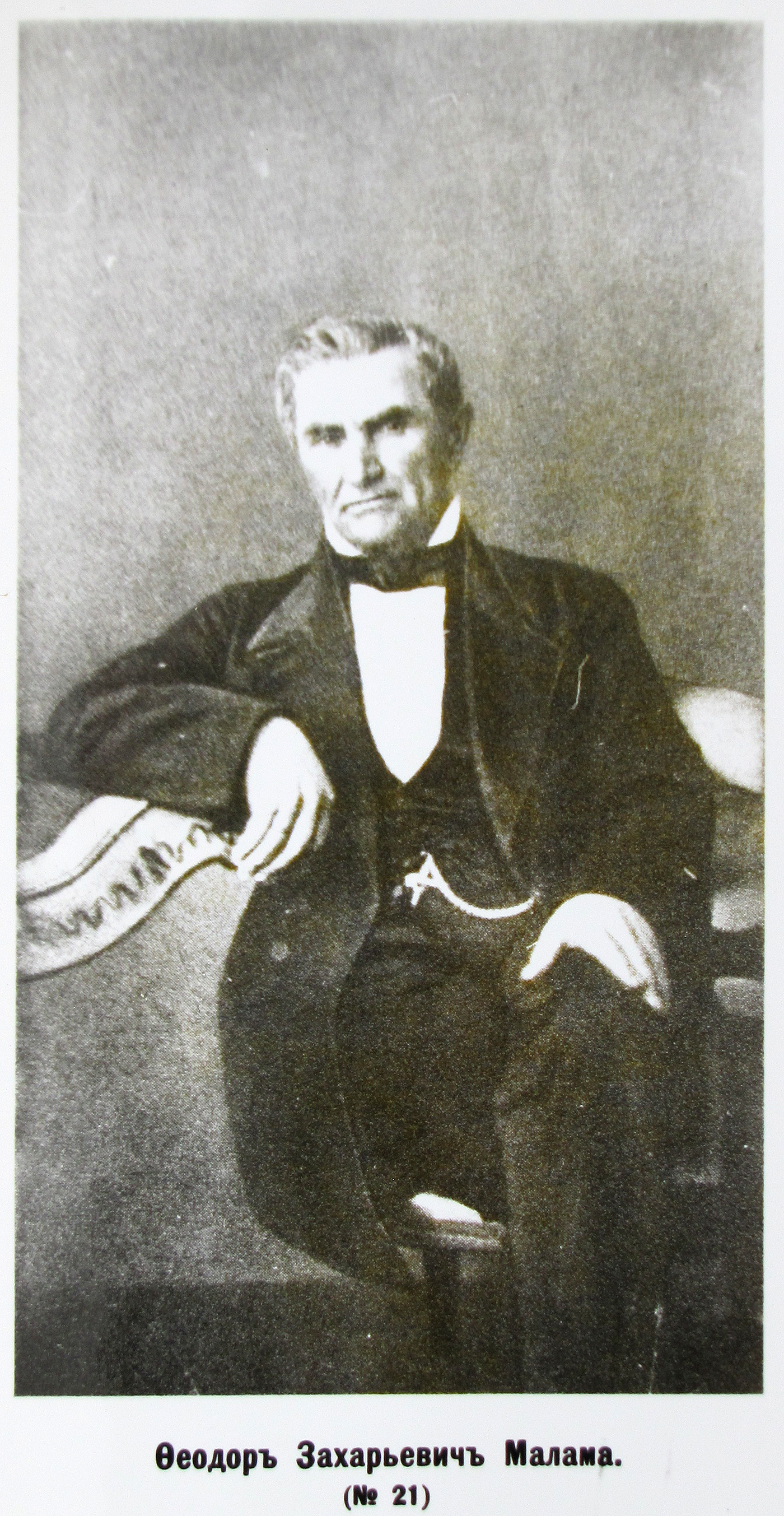
Фёдор Захарьевич Малама (№ 21)

Степан Захарьевич (№ 22 по Родословному древу), подполковник и кавалер;
Андрей Иванович (№ 26 по Родословному древу), Новохоперский уездный предводитель дворянства: потомство его пресеклось;

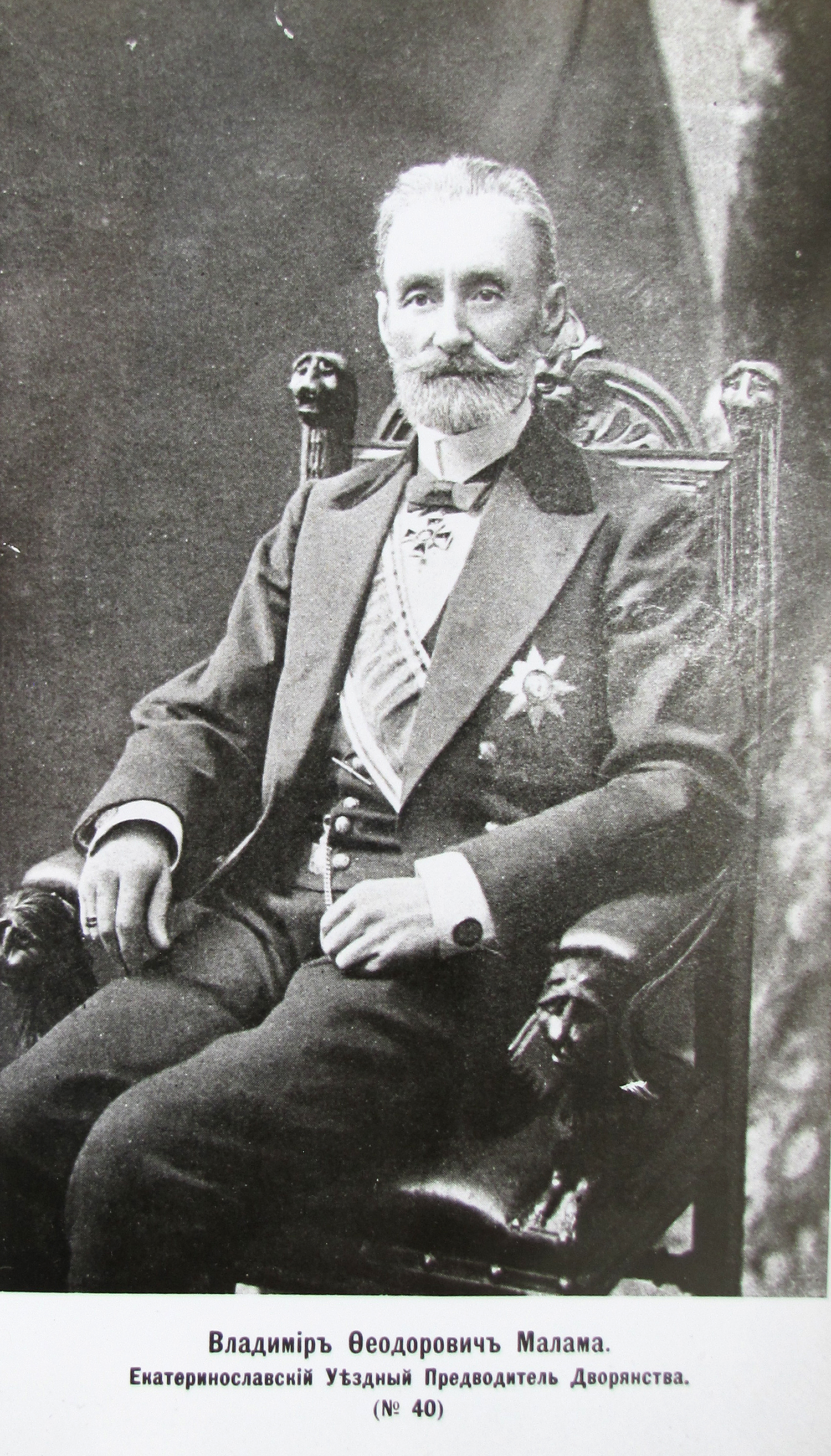
Владимир Фёдорович Малама

Захарий Феодорович (№ 37 по Родословному древу), сын Феодора Захарьевича (№ 21 по Родословному древу), Таращанский уездный предводитель дворянства: возможно, эта линия имеет потомков, так как три сына его, Виктор, Борис и Фёдор в 1912 г., хотя и не были женаты, могли ещё по возрасту вступить в брак и оставить потомков, сведений о которых найти в европейских адресных книгах, однако, не удалось;

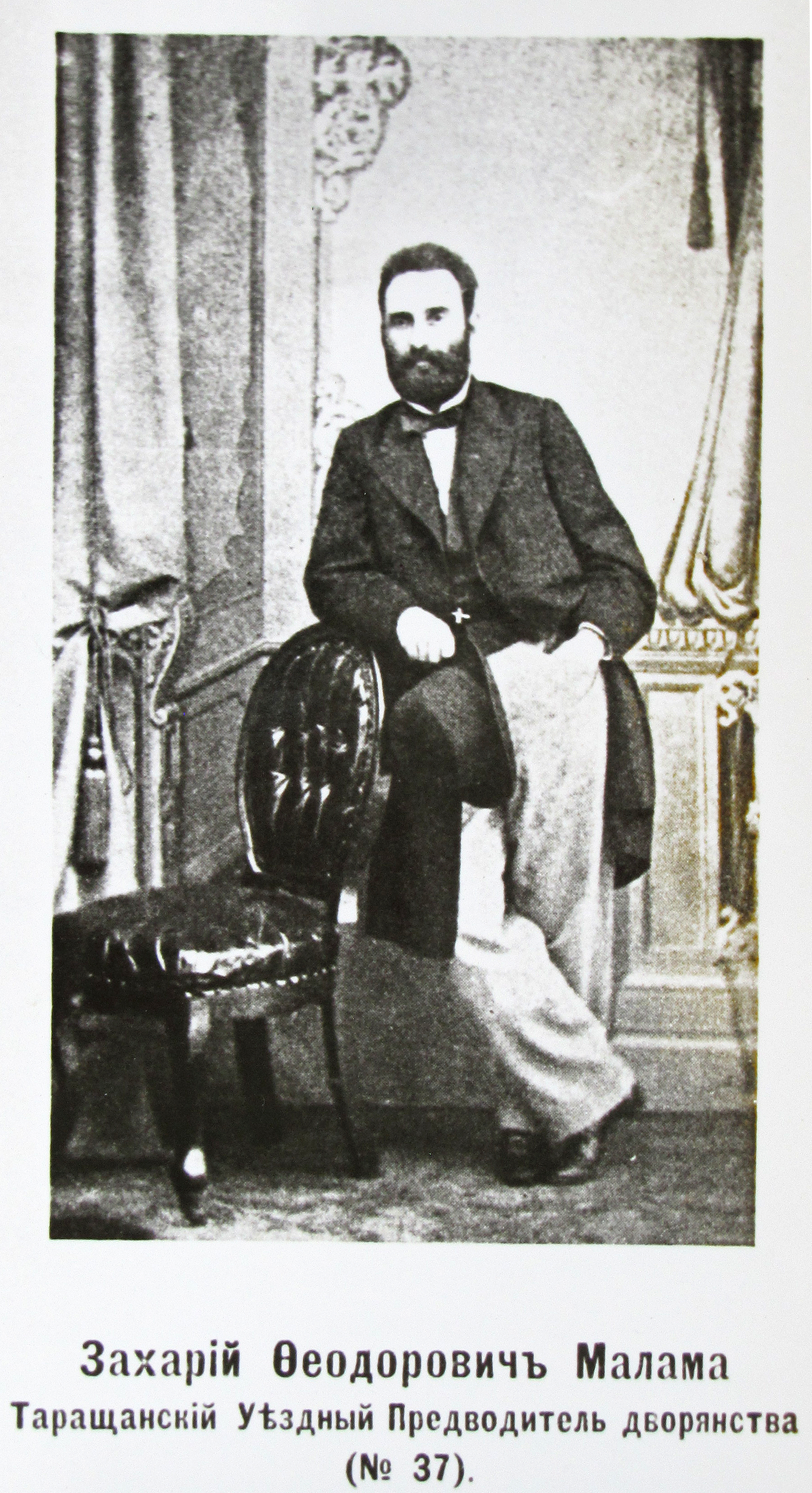
Захарий Фёдорович Малама (№ 37)

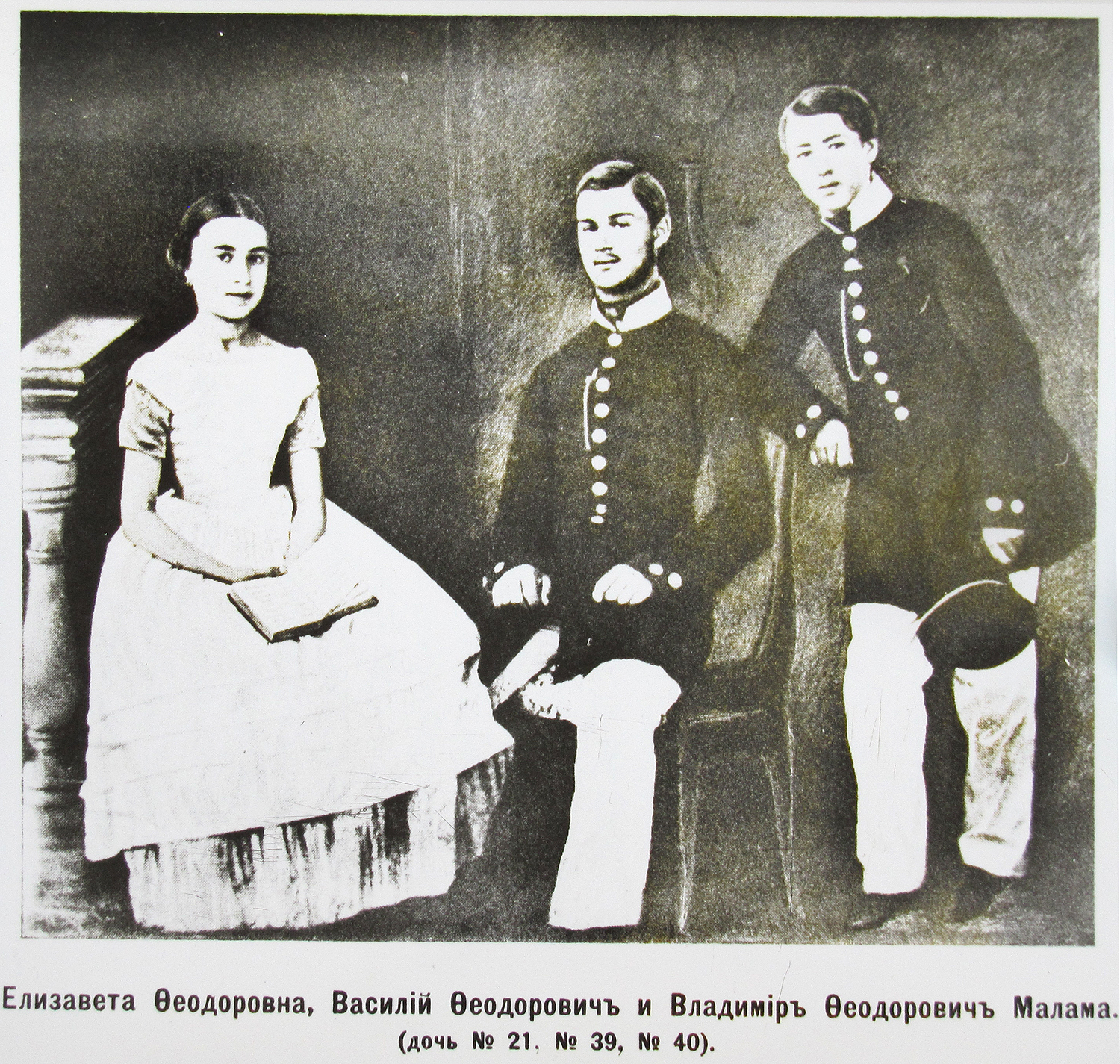
Василий, Владимиръ и Елизавета Федоровичи Малама (дочь № 21, 39 и 40)

Николай Феодорович (№ 38 по Родословному древу), участник Крымской кампании, ветвь его пресеклась; 

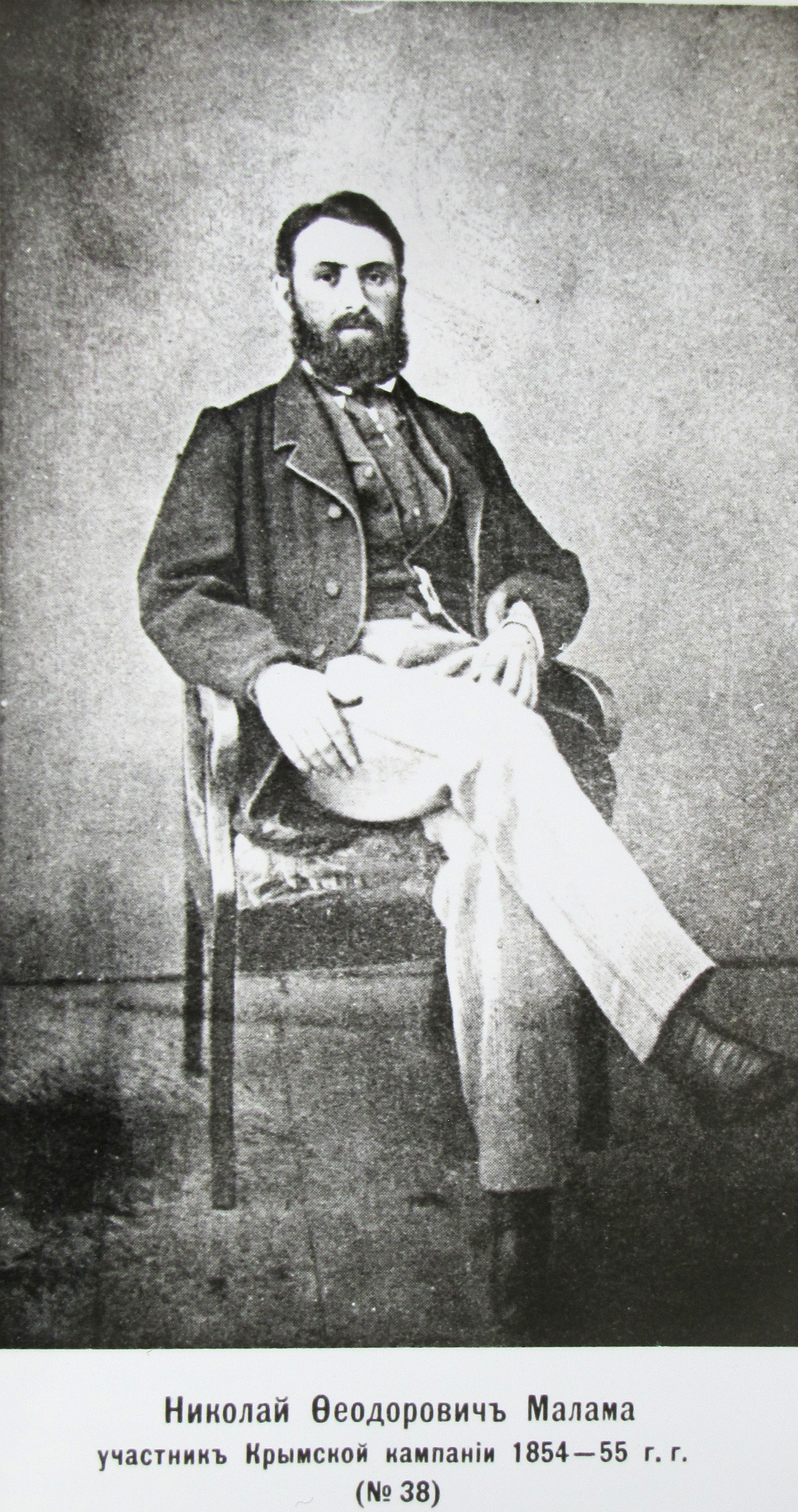
Николай Фёдорович Малама (№ 38)

Яков Дмитриевич (№ 46 по Родословному древу), Наказной атаман Кубанского Казачьего Войска: единственный сын его погиб в Гражданскую войну, не оставив потомков, и ветвь эта пресеклась.
Владимир Владимирович, Екатеринославский уездный предводитель дворянства (№ 63 по Родословному древу): сын его, Владимир дослужился до чина полковника в армии США и умер гражданином этой страны в 1998 г., а сын сего последнего, Пётр Владимирович, переехал на жительство в Англию, где обратился к Королеве Елизавете II с прошением о даровании ему баронского титула, каковой благополучно и получил. Дочь Владимира Владимировича, Вера Владимировна, проживала во Франции и умерла в конце XX в. в Париже. Детей ни она, ни племянник её не имели и, судя по всему, ветвь эта пресеклась.
Павел Николаевич, член III Государственной Думы от Полтавской губернии (№ 52 по Родословному древу): о судьбе его после 1917 г. ничего не известно, имел только одного сына, умершего во младенчестве, и, судя по всему, ветвь эта пресеклась.

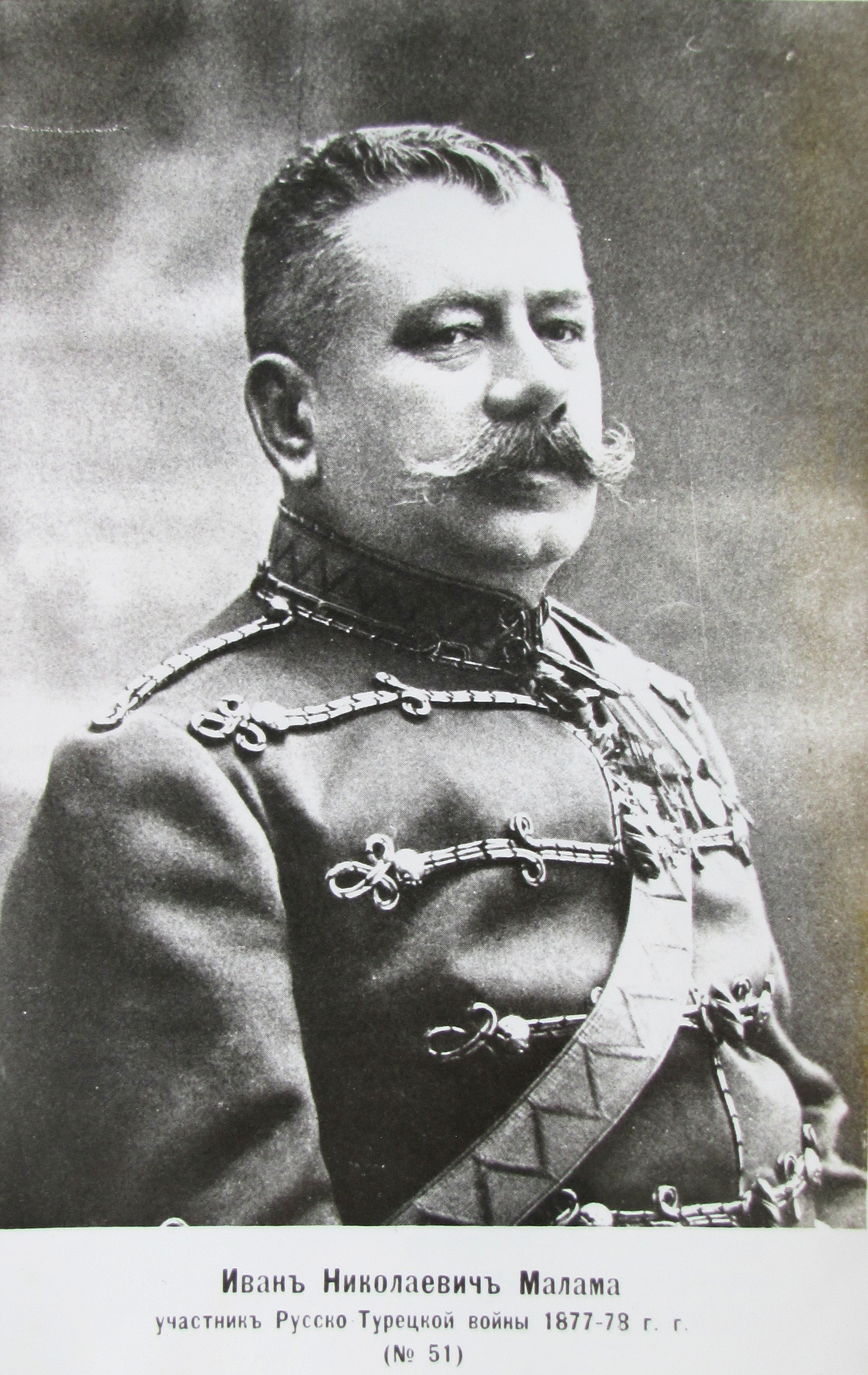
полковник Иван Николаевич Малама

Александр Валерианович, егермейстер Двора Е. И. В. Николая II (№ 43 по Родословному древу): детей не имел и ветвь эта пресеклась.
Борис Захарьевич, лейб-медик двора В. К. Николая Николаевича: о возможных потомках его ничего не известно;
Николай Николаевич, полковник артиллерии, Георгиевский кавалер, (1873 — 4 (17) декабря 1940, Белград), о возможных потомках его ничего не известно; и много других.
Известна также супруга депутата III Государственной Думы Павла Николаевича Маламы, Елисавета Ивановна, урожденная Булюбаш, дочь Ивана Петровича. В 1901 году она была избрана Попечительницей Полтавской Общины сестер милосердия. В 1903 году, по её инициативе, была приобретена усадьба для общины, а в 1909 году на средства, частью ею исходатайствованные и частью собранные, устроено здание для лечебницы общины сестер милосердия. Общее собрание порешило установить в помещении лечебницы её портрет. Елисавета Ивановна была награждена медалью Красного креста за Японскую войну, Петровской медалью и знаком отличия Красного Креста.
Род Малама по женской линии имеет связь с малороссийским гетманом Даниилом Апостолом, родившемся в 1658 году в Молдавии и умершим в 1734 году в России. Также устанавливается родство с графом К. Г. Разумовским, последним гетманом Малороссии, генералом Иваном Максимовичем Синельниковым, бывшим первым «наместником Новороссийского края и строителем города Екатеринослава» и генерал-лейтенантом А. Л. Пенхержевским, участником Отечественной войны 1812 года, о котором упоминается в издании «Черты из жизни Императора Николая I» Ермилова.
Вере Ивановне Малама, как правнучке генерала Синельникова, по наследству досталось имение Николаевка, пожалованное Императрицей Екатериной II её прадеду. Имение это находилось на берегу Днепра у Ненасытецких порогов. Императрица Екатерина II, проездом в Херсон, посетила это имение и останавливалась в специально выстроенном в том же имении временном дворце. Со скалы Монастырек Её Величество любовалась порогами и тем, как лоцманы проводят через пороги Царскую флотилию. Скала эта в честь Императрицы названа «Екатерининской».
В этом имении сохранилось много вещей, принадлежавших гетману Даниилу Апостолу: две булавы слоновой кости и чёрного дерева, разукрашенные инкрустацией и драгоценными камнями, гетманское седло и жупан, кафтан, оружие, и друг. Много фамильных портретов, много старинных экипажей, между прочим, линейка, в которой ехала свита Императрицы Екатерины II из Екатеринослава в имение Николаевку во время путешествия Императрицы в Херсон. Дворец и музей благополучно дожили до революции 1917 г, причём, по некоторым сведениям, Вере Ивановне удалось покинуть Россию, вывезя с собой многие реликвии.
В материалах историко-статистического обозрения Екатеринославской губернии сохранилось интересное описание имения Ильинка:
Вся мѣстность нынѣшней слободы Ильинки, — доля изъ роскошныхъ, богатыхъ и плодородныхъ степей Сурскихъ, — на значительномъ пространствѣ околичной земли, около 1780 года, досталась въ ранговую дачу прапорщику Ильѣ Михайловичу Маламѣ. На пріобрѣтенномъ участкѣ земли основавъ, въ память своего имени, слободу Ильинку, помѣщикъ Малама, согласно правиламъ ранговой дачи, немедленно началъ заселять свою слободу народомъ семейнымъ и осѣдлымъ, вольнымъ, и свободнымъ, изъ мѣстъ дозволенныхъ. При усердныхъ и благоразумныхъ дѣйствіяхъ помѣщика Маламы, слобода Ильинка, дѣйствительно, скоро заселились народомъ. Въ 1782 году, при составленіи общей народной переписи, среди широкихъ, пустыхъ и безлюдныхъ степей Сурскихъ, въ слободѣ Ильинкѣ чиновниками найдено и въ списки внесено постоянныхъ осѣдлыхъ жителей мужеска 140 и женска 107 душъ. Устроивши себѣ въ Ильинкѣ приличный господскій домъ и основавши въ ней свою хозяйственную экономію въ обширныхъ размѣрахъ, помѣщик Малама, при содѣйствіи прикащика своего Шумскаго, далъ и поселянамъ своимъ полную возможность обзавестись домами и хозяйственными усадьбами. Въ концѣ 1789 года Илья Михайловичъ Малама, и по собственному сердечному влеченію и согласно общей просьбѣ своихъ поселянъ, рѣшился собственнымъ своимъ коштомъ устроить въ слободѣ своей церковь во имя Архистратига Михаила. Для этого заготовивъ потребное количество строительныхъ матеріаловъ и чрезъ Межевую экспедицію отмежевавъ изъ своей дачи 120 десятинъ земли для причта будущей церкви, Илья Михайловичъ въ августѣ мѣсяцѣ 1790 года формальною бумагою просилъ Екатеринославское духовное Правленіе исходатайствовать ему у преосвященнаго Амвросія, разрѣшеніе и благословеніе устроить въ слободѣ Ильинкѣ означенную церковь.
   По поводу сей просьбы доношеніемъ 28-го августа 1790 года Екатеринославское духовное Правленіе представляло преосвященному Амвросію Екатеринославскому: "Сего августа 26-го дня Екатеринославскаго уѣзда помѣщикъ прапорщикъ Илья Малама, поданнымъ въ сіе Правленіе прошеніемъ прописывая, что въ слободѣ его, состоящей въ Романковской округѣ, Ильинской имѣется поселенныхъ дворовъ 74, въ нихъ душъ муж. 183, жен. 194, да въ состоящей отъ его слободы въ трехъ верстахъ помѣщичьей же слободѣ маіора Савицкаго, поселенныхъ дворовъ 38, муж. 108, жен. 102 души, а въ обѣихъ дворовъ 11.2, муж. 291, жен. 296 душъ, а обоего пола 587 душъ, изъ которыхъ слободъ онъ Малама въ своей слободѣ Ильинской, въ разсужденіи далекаго отъ Романковской церкви разстоянія, и что оныхъ слободъ жители въ преподаяніи христіанскихъ требъ претерпѣваютъ нужду, намерѣваетъ выстроить церковь во имя Архистратига Михаила  собственнымъ коштомъ, къ строенію которой имѣетъ собственнаго лѣса дубоваго и сосноваго слишкомъ 300 колодъ, и въ исправленіи церковныхъ книгъ, сосудовъ, облаченій и тому подобнаго, никакой за нимъ Маламою остановки быть не можетъ; земля подъ оную для священно и церковнослужителей имъ назначена; проситъ о заложеніи оной, куда слѣдуетъ, отъ сего Правленія взнесть представленіе; и по учиненному въ семъ Правленіи опредѣленію даннымъ сего Правленія присутствующему, Свято-Троицкой церкви священнику Кодрату Сѣверскому указомъ велѣно, съѣхать ему въ слободу помѣщика прапорщика Маламы Ильинскую, изслѣдовать, подлинполь такъ, какъ помѣщикъ прапорщикъ Малама въ прошеніи своемъ писалъ, и не будет-ли въ заложеніи и въ построеніи оной церкви препятствующихъ причинъ, и что по слѣдствію окажется, учиня опись, представить въ сіе Правленіе при репортѣ; на который онъ, священникъ Сѣверскій, сего августа 27-го дня присланнымъ въ сіе Правленіе репортомъ представилъ, что въ заложеніи и построеніи вновь въ слободѣ помѣщика прапорщика Маламы церкви никакой остановки быть не можетъ; при которомъ репортѣ о наличности лѣса и церковныхъ вещей опись приложилъ, по которому сіе Правленіе въ заложеніи и въ построеніи той церкви никакой препятствующей причины не находитъ; для того Вашему Высокопреосвященству Екатеринославское духовное Правленіе, съ приложеніемъ той представленной слѣдователемъ присутствующимъ, священникомъ Кодратомъ Сѣверскимъ, о наличности лѣса и церковныхъ вещей описи на архипастырское благоразсмотрѣніе въ оригиналѣ представляя, проситъ о заложеніи, кому слѣдуетъ, просимой помѣщикомъ Маламою въ слободѣ его Ильинской церкви, Вашего архипастырскаго благословенія". По сему доношенію преосвященный Амвросій 27-го сентября 1790 года въ резолюцію написалъ: "Объявить, чтобы помѣщикъ Малама просилъ согласія г. губернатора на постройку церкви въ слободѣ и прислалъ бы утвержденный планъ на подцерковную землю".
Репортомъ отъ 10-го декабря 1795 года Екатеринославское духовное Правленіе доносило преосвященному Гавріилу митрополиту Екатерино-славскому: «Сего декабря 1-го дня Екатеринославскаго уѣзда, помѣщикъ г. прапорщикъ Илья Малама, поданнымъ въ сіе Правленіе прошеніемъ прописывая, что заложенная въ слободѣ его Ильинской, по благословенію Вашего Преосвященства, церковь во именованіе Архистратига Михаила строеніемъ уже совсѣмъ окончена, и принадлежащія къ оной всѣ церковныя утвари, книги и другія церквѣ нужныя потребности имѣются и во освященіи препятствія быть не можетъ; о чем приложивъ реестръ, просилъ о позволеніи упомянутую церковь освятить и о выдачѣ во оную освященнаго антиминса взнесть, куда слѣдуетъ, представленіе. По учиненному въ семъ Правленіи тогожъ числа журналу, даннымъ сего Правленія присутствующему, священнику Герасиму Мартынову указомъ велѣно съѣхать въ слободу Ильинскую и тамо вновь выстроенную Михайловскую церковь освидѣтельствовать, и что во оной окажется сдѣлать всему тому именную опись и представить въ сіе Правленіе. На который указъ сегожъ декабря 10-го дня присланнымъ въ сіе Правленіе репортомъ онъ, Мартыновъ, донесъ, что вышеписанная церковь строеніемъ совсѣмъ окончена, и ко освященію препятствія никакого быть не можетъ, при чемъ и учиненную всему сысканному въ ней церковному имѣнію опись представилъ; для того Вашему Высокопреосвященству Екатеринославское духовное Правленіе, съ приложеніемъ во оригиналѣ той описи, на разсмотрѣніе представляетъ и проситъ о освященіи оной и о выдачѣ освященнаго антиминса Вашего архипастырскаго повѣленія».
   На основаніи сего репорта преосвященный Гавріилъ, митрополитъ Екатеринославскій, резолюціею отъ 17-го декабря 1795 года, благословилъ протоіерею Станиславскому освятить въ слободѣ Ильинской новоустроенную Архангело-Михайловскую церковь и дозволилъ выдать для этого освященный антиминсъ. 22-го декабря 1795 года изъ Екатеринославской Консисторіи отправленъ въ Екатеринославское духовное Правленіе указъ объ этомъ; а 20-го генваря 1796 года Екатеринославскій протоіерей Іоаннъ Станиславскій соборнѣ, по надлежащему церковному чиноположенію, въ слободѣ Ильинской освятилъ новоустроенную Архангело-Михайловскую церковь и открылъ въ ней богослуженіе и священнодѣйствіе.
   Кромѣ помѣщика, прапорщика Ильи Михайловича Маламы, при постройкѣ церкви въ слободѣ Ильинской, главными вкладчиками и дѣйствующими лицами, изъ поселянъ были жители той слободы— ктиторъ Романъ Косенко, прикащикъ Павелъ Шумскій, Прокопъ Шаблинскій и Романъ Задорожный.
Из других особо выдающихся имений, принадлежавших роду Малама, назовём Крынки (6000 дес.) Кременчугского уезда Полтавской губернии. В той же губернии: Белогорелка, Дащенки, Оробьевка, Савинцы, Леляпы при реке Удаю, Жоравка. Екатеринославской губернии: Софиевка, Нечаевка, Петровское, Михайловское, Ильинка, Дарьевка, Воскресенск, пустошь Харсунова, Парасковеевка, Яковлевка и др. Всего имений в роде Малама было числом более сорока.

## Известные представители
- Малама, Андриаш Дмитриевич (16??— до 1730) — полковник охочекомонного казачьего полка;
- Малама, Аристарх Ильич (1793—?) — штабс-ротмистр Астраханского кирасирского полка;
- Малама, Степан Захарьевич (1797— после 1845) — полковник, управляющий IV округом Корпуса инженеров военных поселений;
- Малама, Яков Дмитриевич (1841—1912) — генерал от кавалерии, наказной атаман Кубанского казачьего войска, командующий войсками Кавказского военного округа;
- Малама, Николай Дмитриевич (1845—1913) — русский архитектор, Кубанский областной архитектор, брат генерала Я. Д. Малама
- Малама, Александр Валерианович (1855—1928) — тайный советник, член консультации при Министерстве юстиции, егермейстер двора Е. И. В. Николая II.
- Малама, Михаил Андреевич (1864—?) — подполковник Отдельного Корпуса пограничной стражи в отставке.
- Малама, Владимир Владимирович (1872—1935, в Ницце) — камергер двора Е. И. В. Николая II, Екатеринославский уездный предводитель дворянства, автор труда «Род Малама» (Екатеринослав, 1912).
- Малама, Борис Захарьевич (1878—1972) — лейб-медик двора В. К. Николая Николаевича
- Малама, Дмитрий Яковлевич (1891—1919) — окончил Пажеский Е. И. В. Корпус (1912), штаб-ротмистр Лейб-Гвардии Уланского Ея И. В. полка, Георгиевское оружие в первую же неделю Великой Войны, сын генерала Я. Д. Малама, погиб в конной атаке на красных под Царицыным.

## Родственные связи
Род Малама в родстве с:

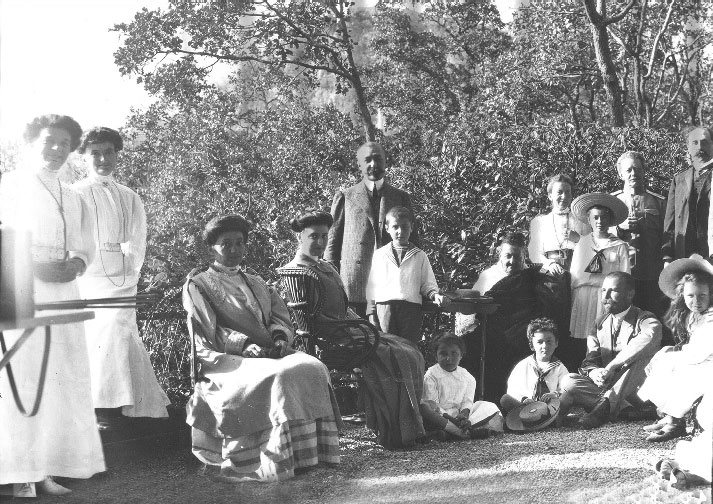
Семьи Комстадиусов и Малама в саду у Мисхорской дачи

1. родом гетмана Малоросии Даниилом Апостолом посредством брака его пра-пра-правнучки Марии Николаевны с Яковом Захарьевичем Маламой (№ 20 по «Родословному древу» Рода Малама).
2. дворянским родом Закревских посредством брака внучки Кирилла Осиповича Закревского Марии Николаевны с Яковом Захарьевичем Малама (№ 20 по «Родословному древу» Рода Малама)
3. грузинскими князьями Эристовыми-Ксанскими[22] посредством брака Веры Яковлевны Малама, дочери Якова Дмитриевича Маламы с князем Александром Николаевичем Эристовым, полковником гвардейской конной артиллерии (на момент брака).
4. дворянским родом Комстадиусов посредством брака Веры Владимировны Малама (дочери Владимира Фёдоровича Маламы, № 40 по «Родословному древу» Рода Малама) с Николаем Николаевичем Комстадиусом.
5. дворянским родом Поль посредством брака Марии Фёдоровны Малама (дочери Фёдора Михайловича Маламы, № 6 по «Родословному древу» Рода Малама) с майором Иваном Поль. Ихъ внукъ — Александр Николаевич Поль, известный археолог и общественный деятель, положивший основание горно-заводской промышленности на юге России. В его честь назван музей в Екатеринославе.
6. княжеским родом Вяземских посредством брака Степана Захарьевича Маламы (№ 22 по «Родословному древу» Рода Малама) с княжной Анной Сергеевной Вяземской.
7. дворянским родом Арбеневых посредством брака Александра Валериановича Маламы с Варварой Александровной Арбеневой, дочерью полковника.

## Родословное древо

Родословное древо Рода Малама

Родство рода Малама с некоторыми родами по женской линии

## Описание герба
В золотом щите лазоревый пояс. В верхней части щита вертикально две червленые руки ладонями вверх, в нижней части горизонтально червленый молоток.
Над щитом дворянский шлем с короной. Нашлемник: на двух золотых страусовых перьях вертикально червленая рука ладонью вверх. Намет: справа — лазоревый с золотом, слева — червленый с золотом.
Герб Малама (Маламы) внесен в Часть 13 Общего гербовника дворянских родов Всероссийской империи, стр. 41.

Изображение молота на гербе имеет честное и древнее благородное значение. 
Поскольку в германской и скандинавской мифологии мифический молот Тора «Мьольнир» рассматривался как метательно-ударное оружие, то у германских народов в XIV—XVII веках получили развитие именно как особое оружие различные виды боевых молотов (Streithammer): клевцы (малые молоты), пломмеи (большие молоты), кирасирские молоты (Sattelkolben) и боевые чеканы (Luzerner Hammer).
Изображения этого оружия частично проникли в эмблематику и геральдику Германии, Австрии, Чехии (Богемии), Бургундии, что оказало влияние на то, что эмблема молота уже в средние века рассматривалась как древняя и благородная.
Тем не менее различия в происхождении, значении и употреблении молота у разных народов и связанная с этим различная трактовка этой эмблемы на практике вызывали необходимость уже в старой геральдике, в том числе и в русской, как-то отличать и распознавать разные значения молота в конкретных случаях. Чтобы отделить высокое символическое значение молота как священного орудия и как боевого оружия от бытового и ремесленно-прикладного, эмблематического его изображения, было принято терминологическое различие между молотом в высоком смысле и молотком в ремесленном. Более того, ремесленные орудия стали непременно именоваться молотками, то есть употребляться и изображаться в виде эмблемы только во множественном числе [отсюда и до сих пор все технические эмблемы содержат либо два перекрещенных молотка, либо наряду с молотком любое второе ремесленное орудие (инструмент) — гаечный ключ, кирку, топор и т. д.].

Множественное число и суффикс снижали, умаляли высокое символическое священное значение термина «молот». В территориальных, городских и профессиональных гербах можно было употреблять лишь термин «молоток» или «молотки».
Открытые кисти рук говорят об искренности, верной дружбе и преданности.

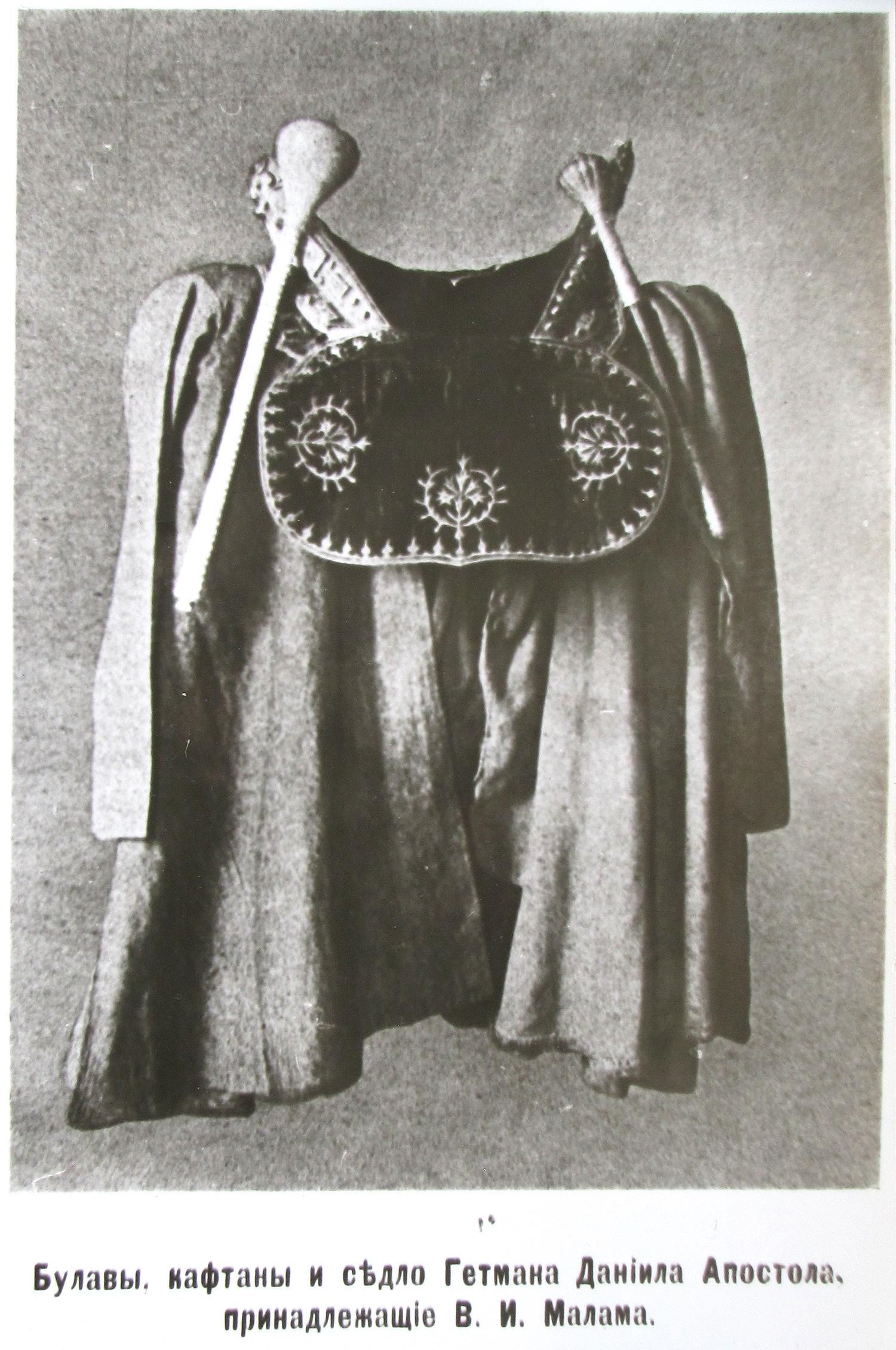
Булавы, кафтаны и седло Гетмана Даниила Апостола, принадлежавшие В.И. Малама
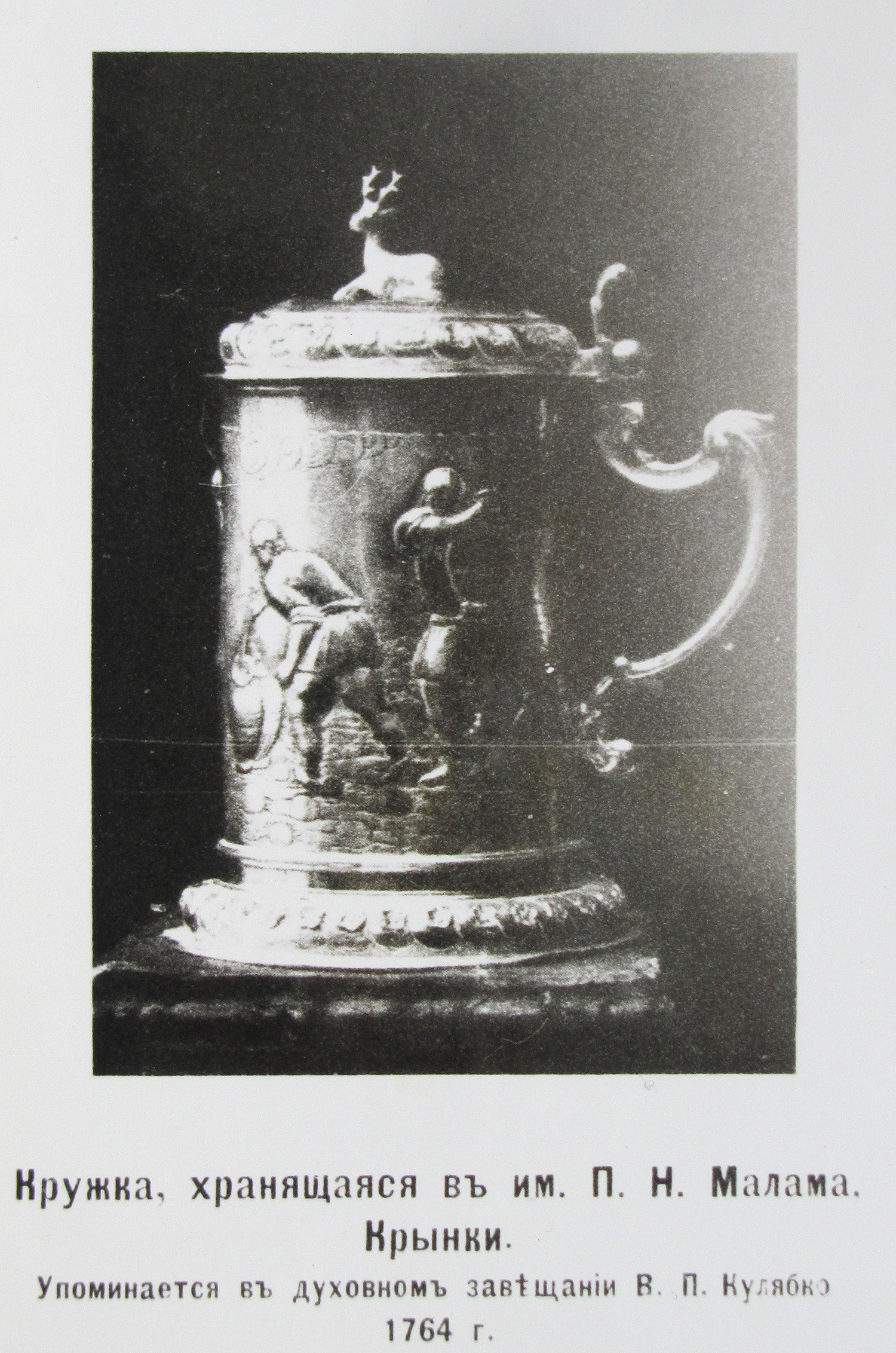
Кружка, хранившаяся в имении П.Н. Маламы Крынки, упоминается в духовном завещании В.П. Кулябко от 1764 г.
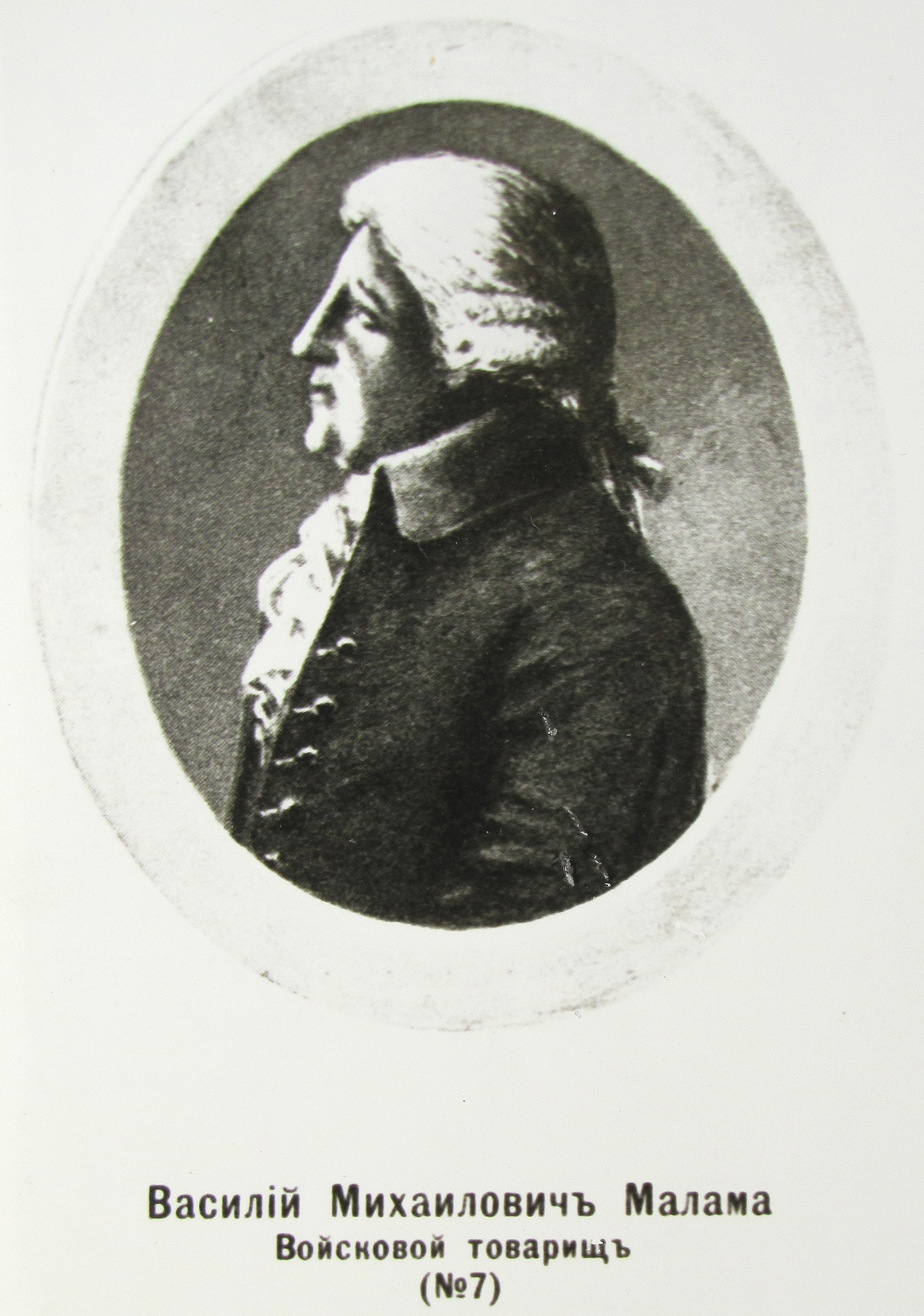
Василий Михайлович Малама (№7)
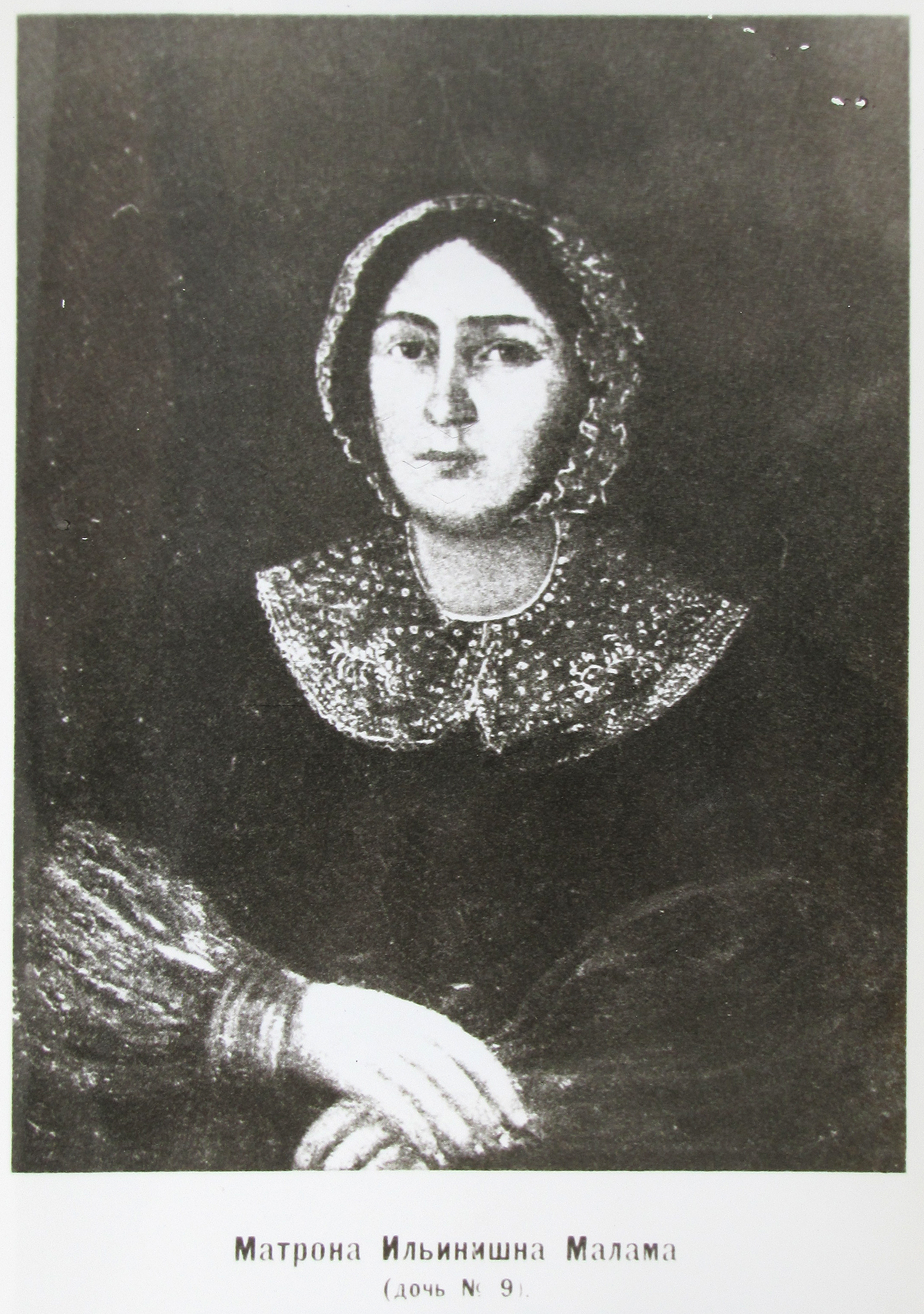
Матрона Ильинична Малама (дочь №9)
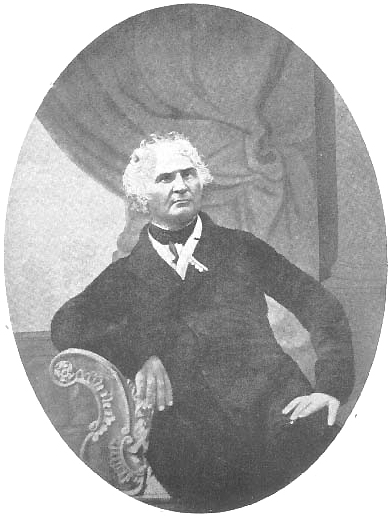
Аристарх Ильич Малама (№19)
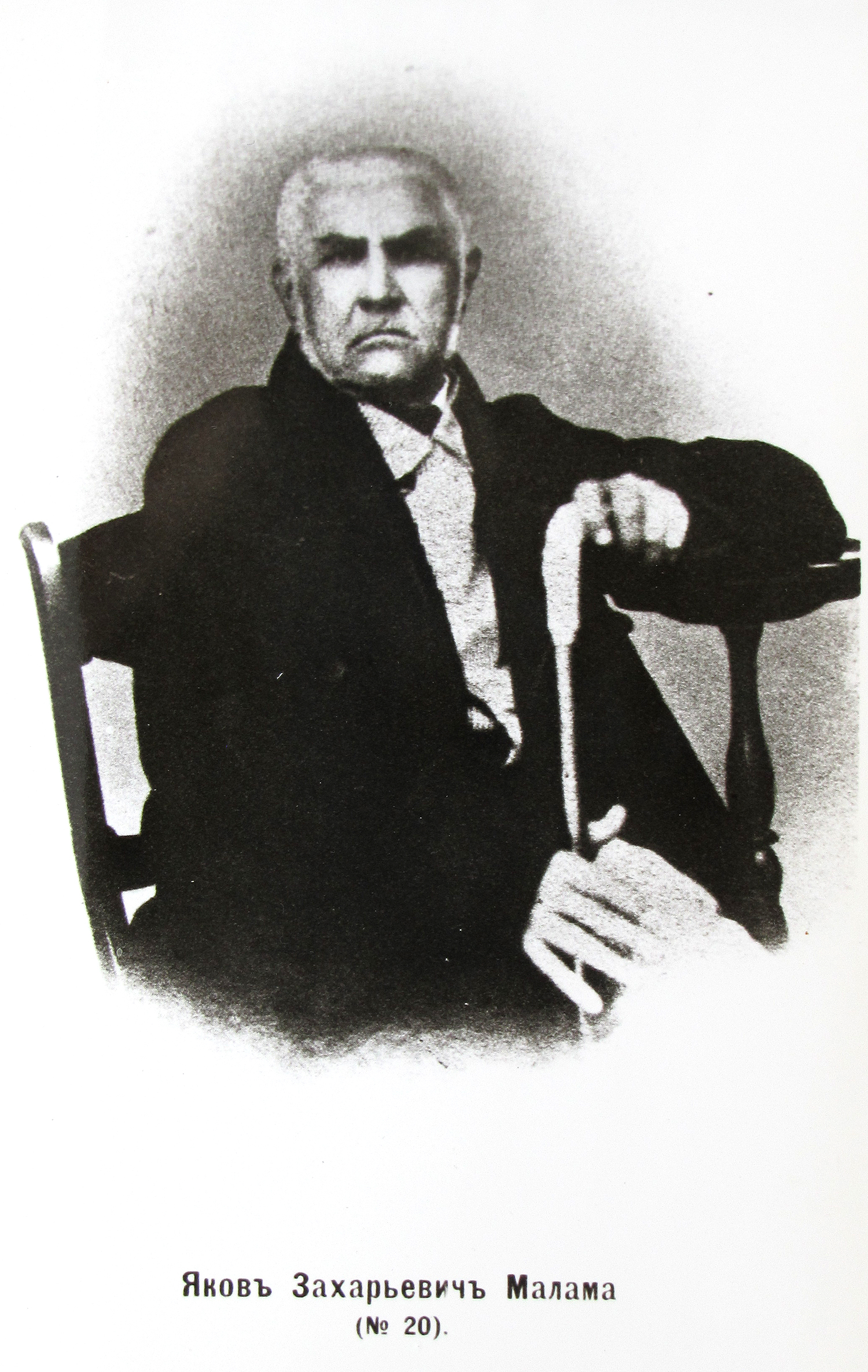
Яков Захарьевич Малама (№20)
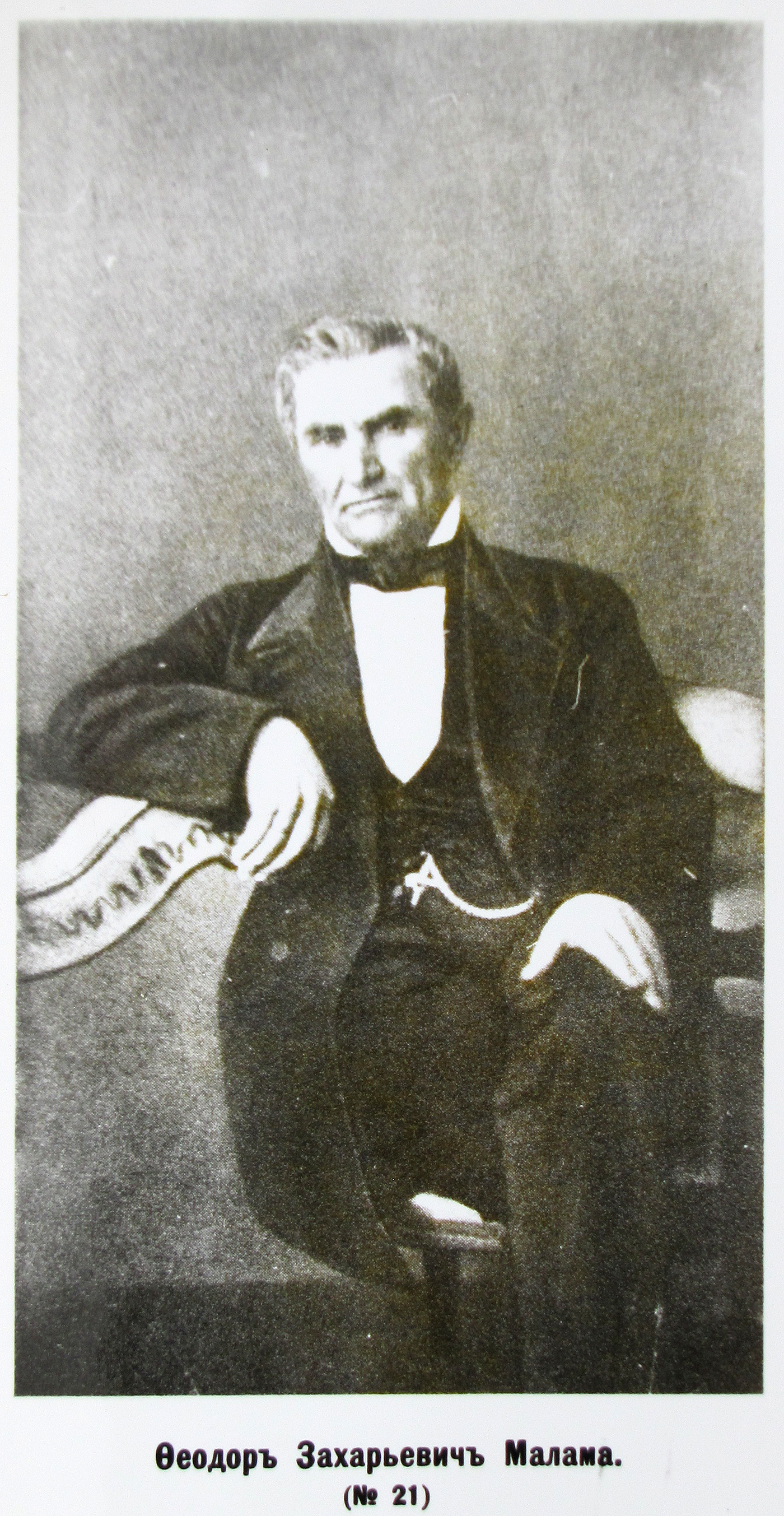
Фёдор Захарьевич Малама (№20)
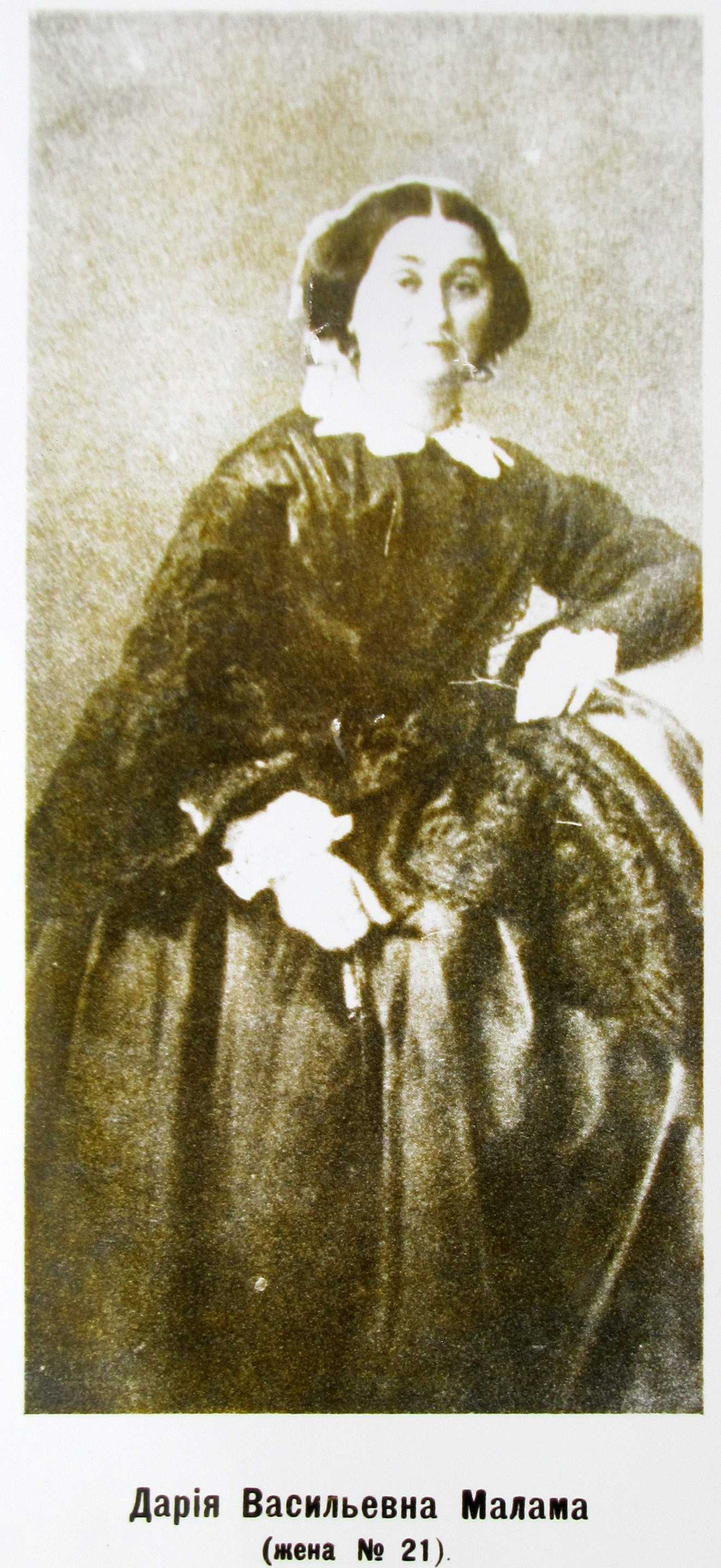
Дарья Васильевна Малама (жена №21)
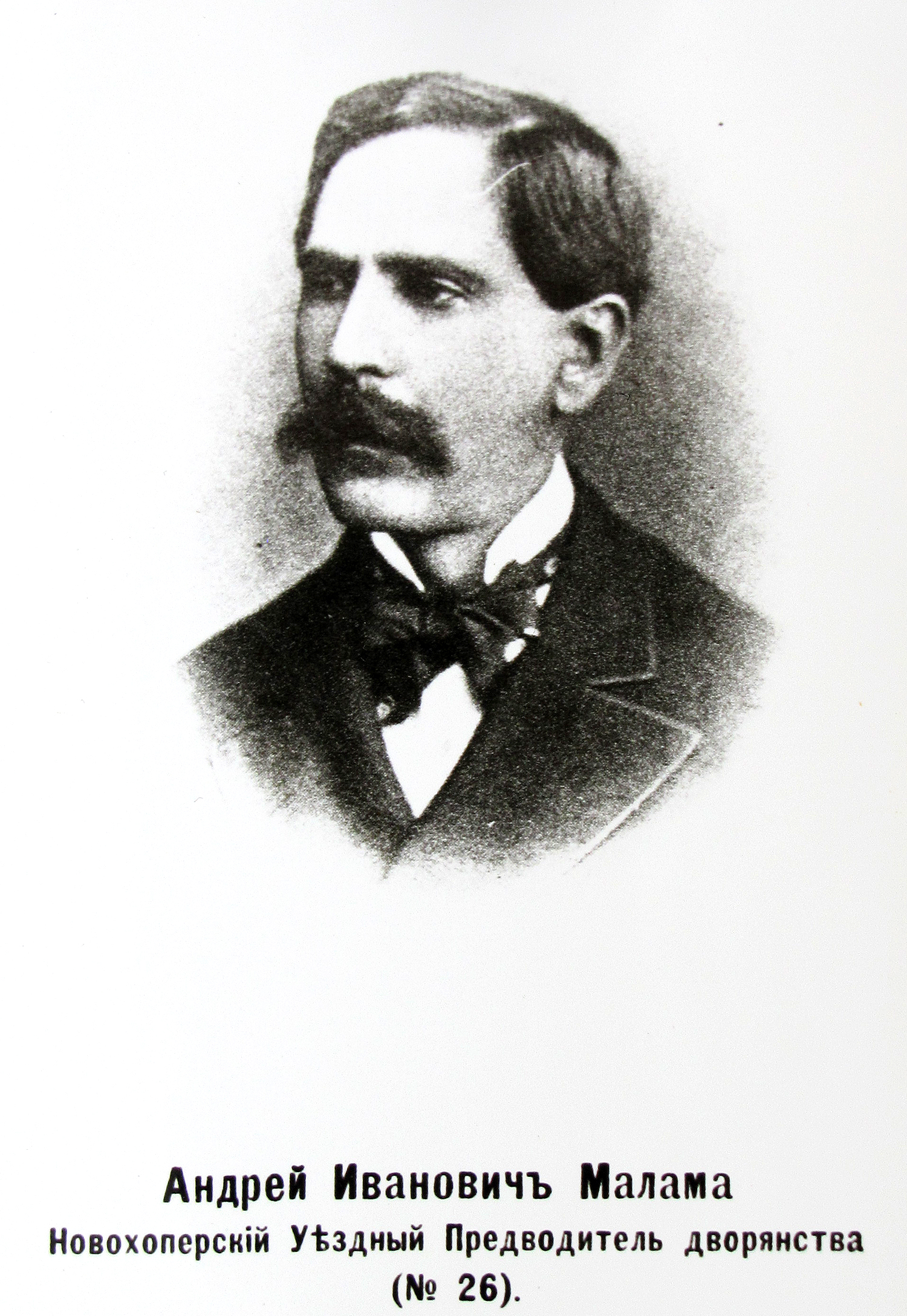
Андрей Иванович Малама (№26)
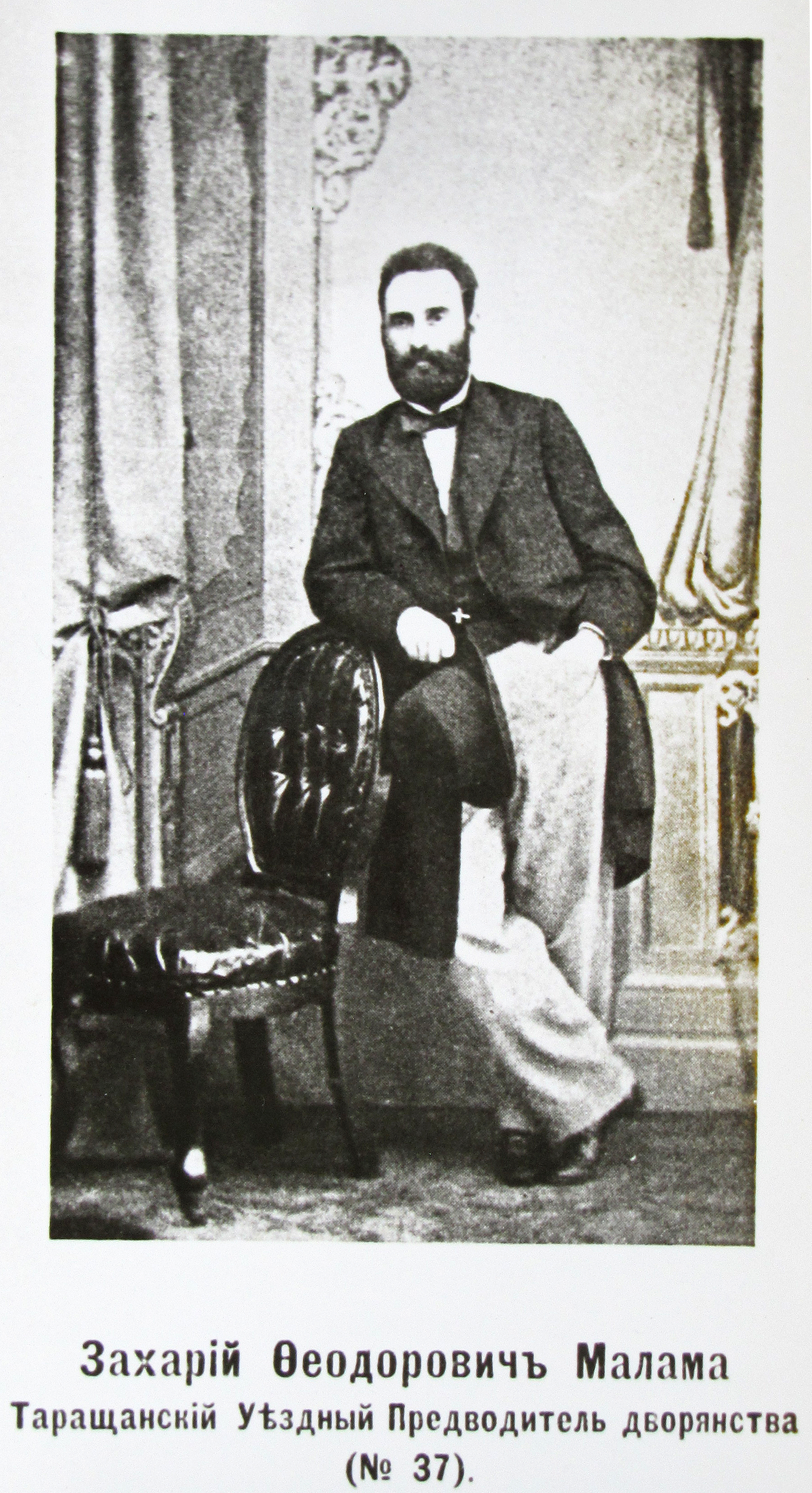
Захарий Фёдорович Малама (№37)
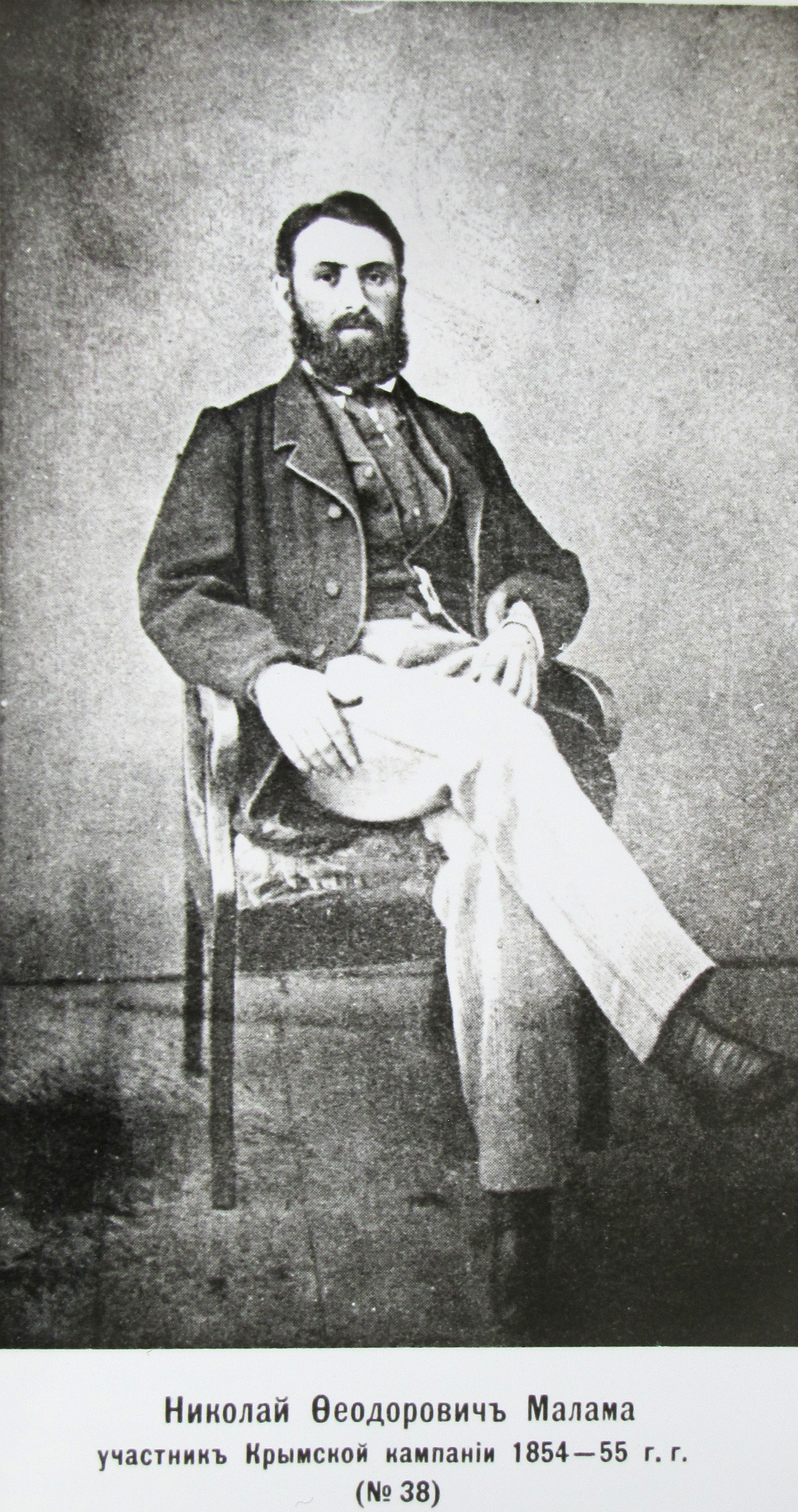
Николай Фёдорович Малама (№38)
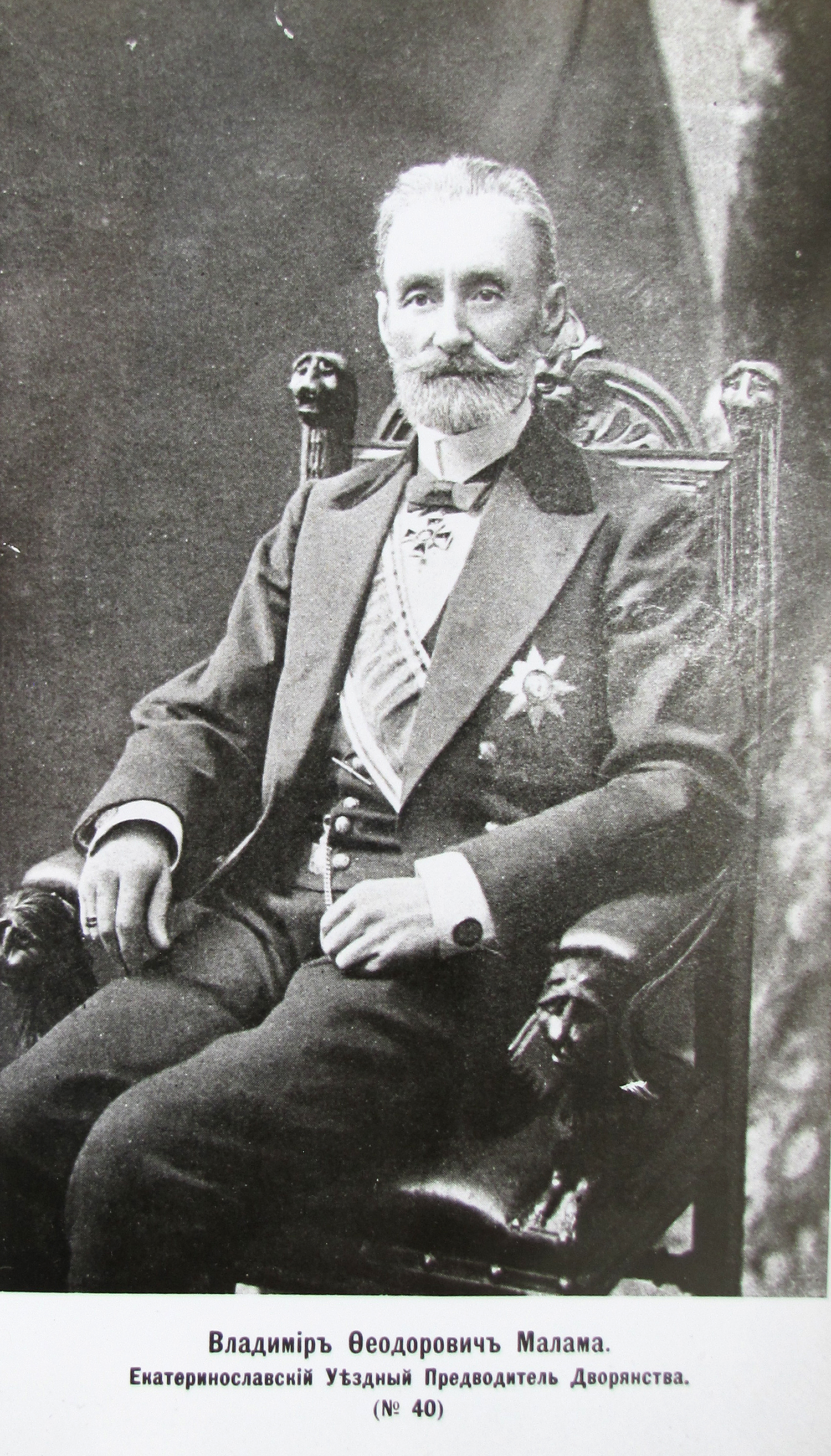
Владимир Фёдорович Малама (№40)
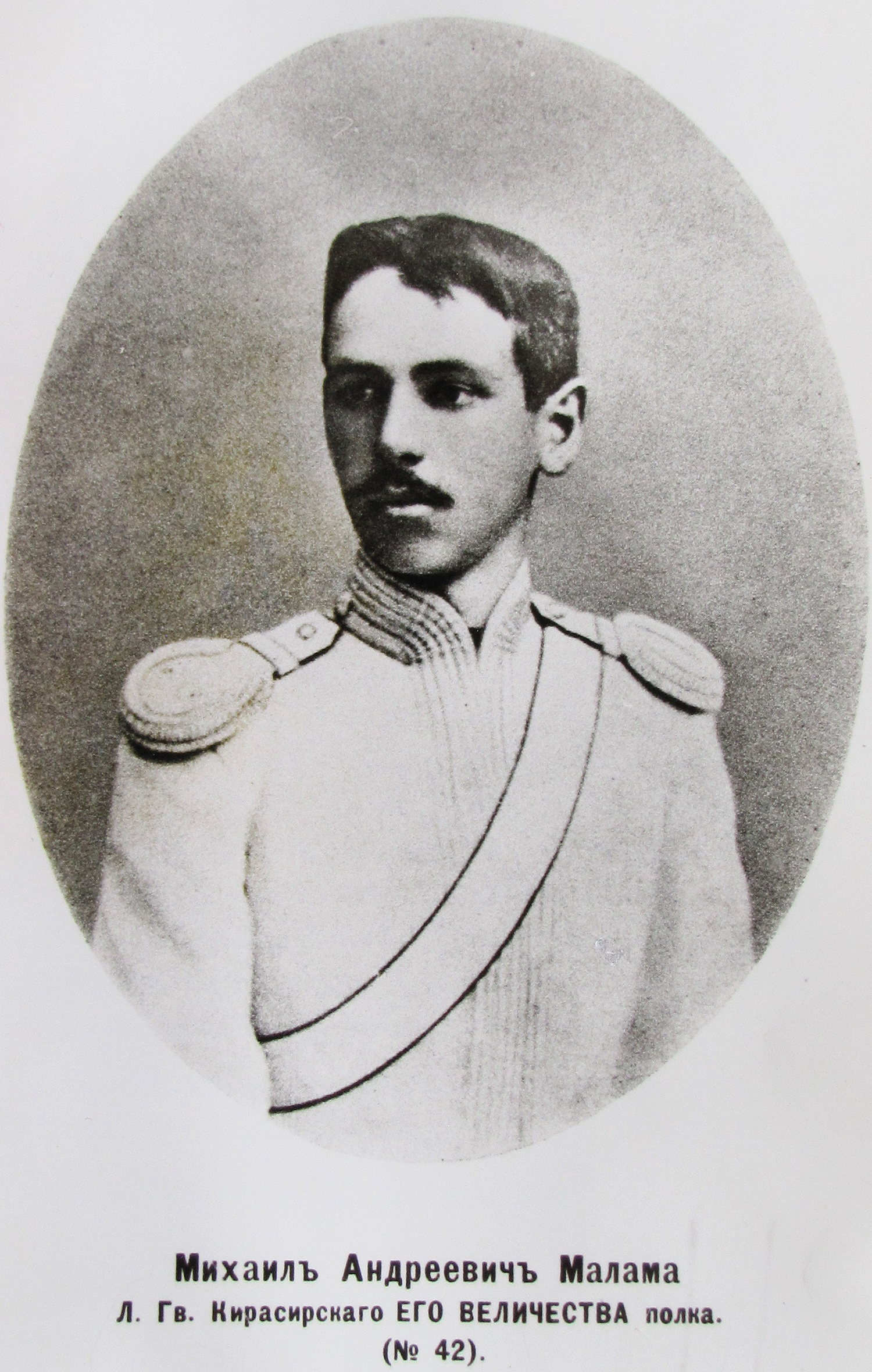
Михаил Андреевич Малама (№42)
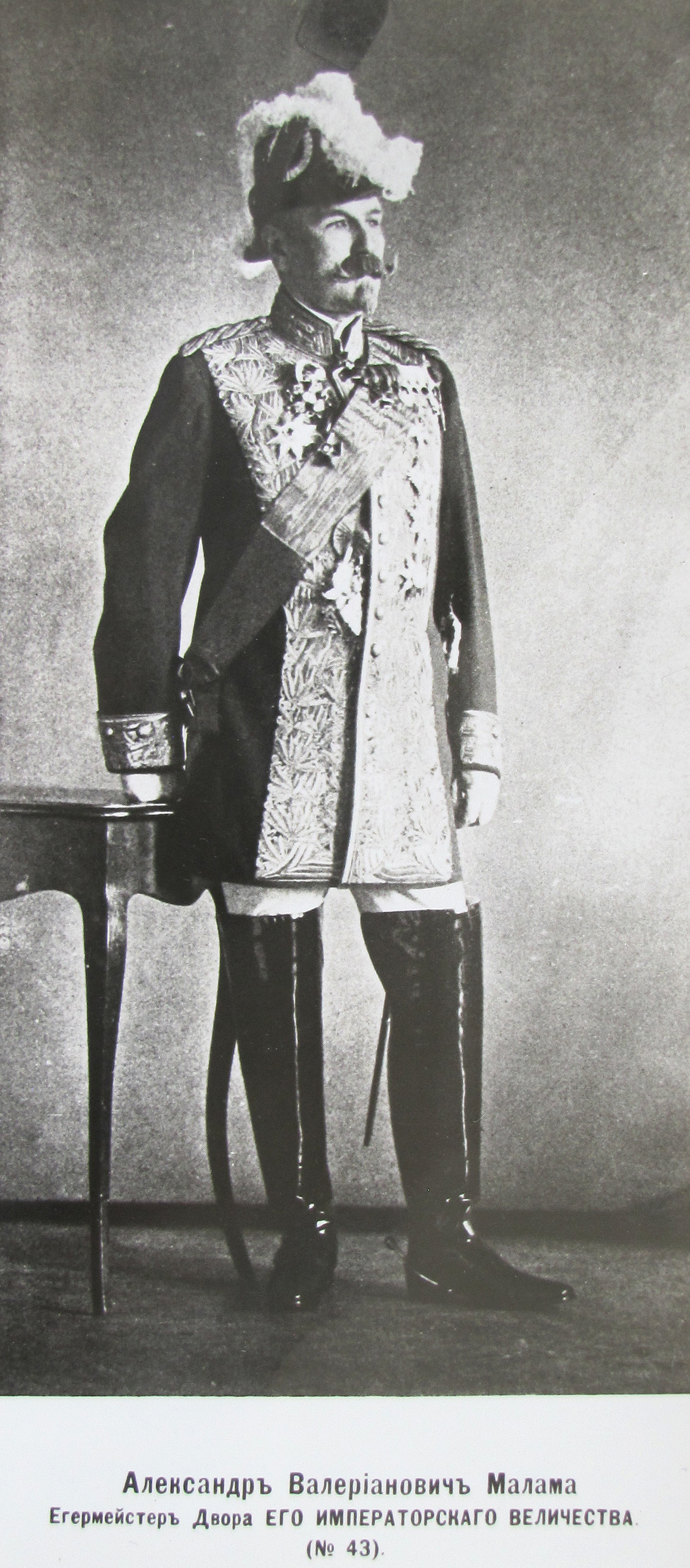
Александр Валерианович Малама (№43)
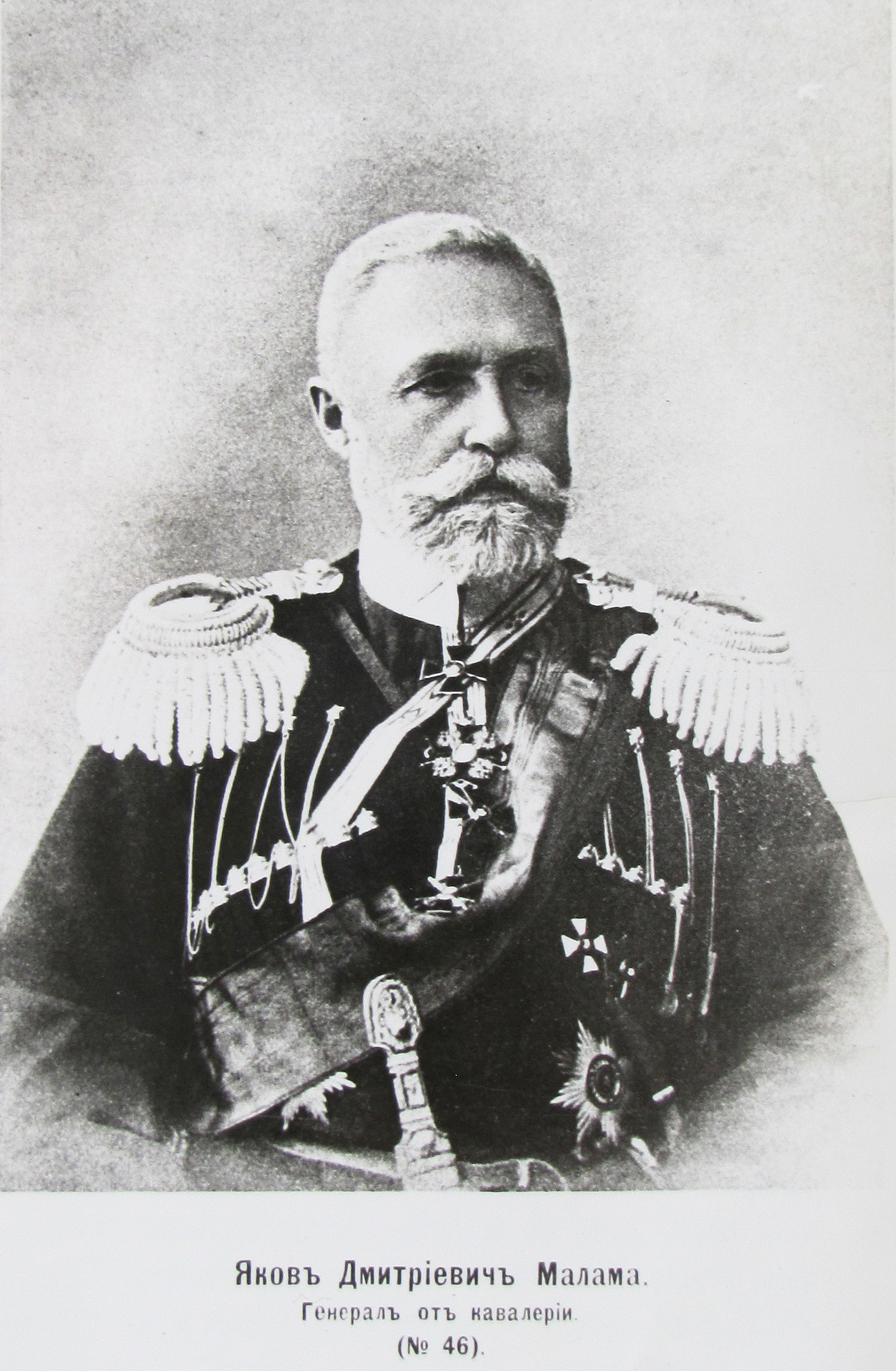
ген.-от-кав. Яков Дмитриевич Малама (№46)
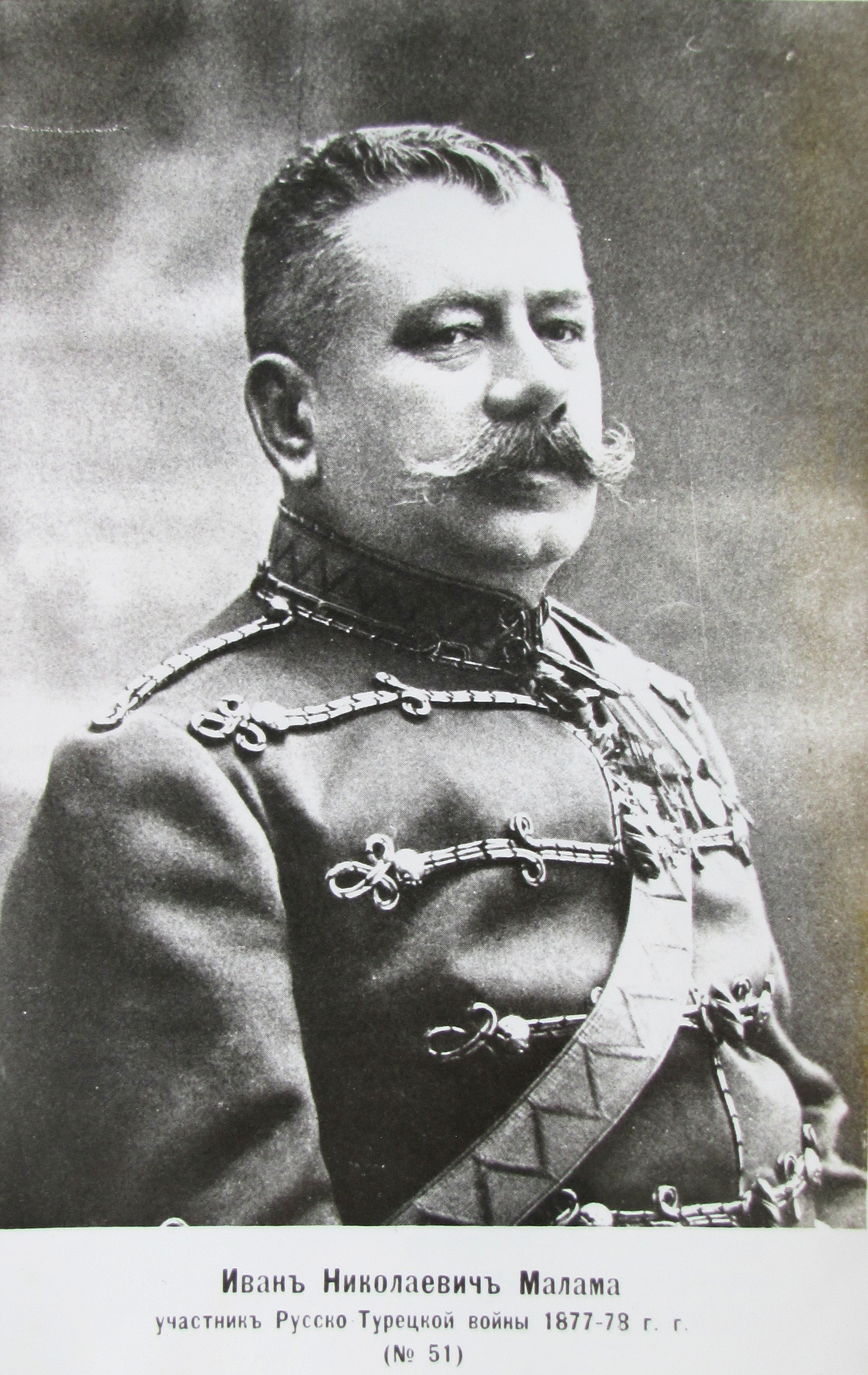
Иван Николаевич Малама (№51)
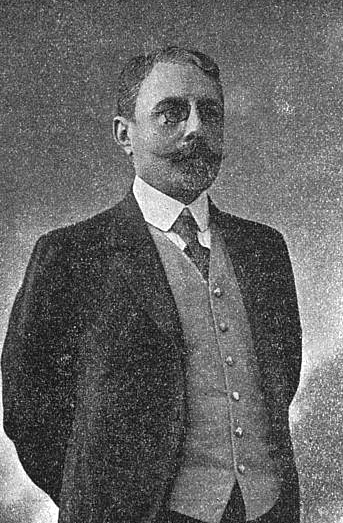
Павел Николаевич Малама (№52)
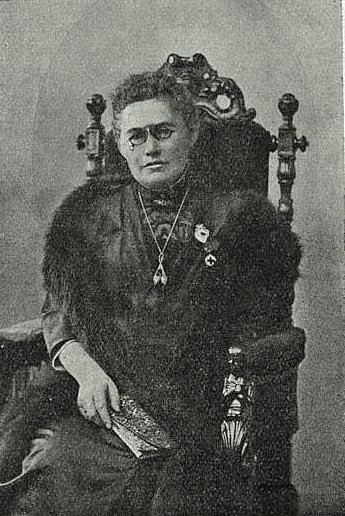
Елизавета Ивановна Малама (жена №52)
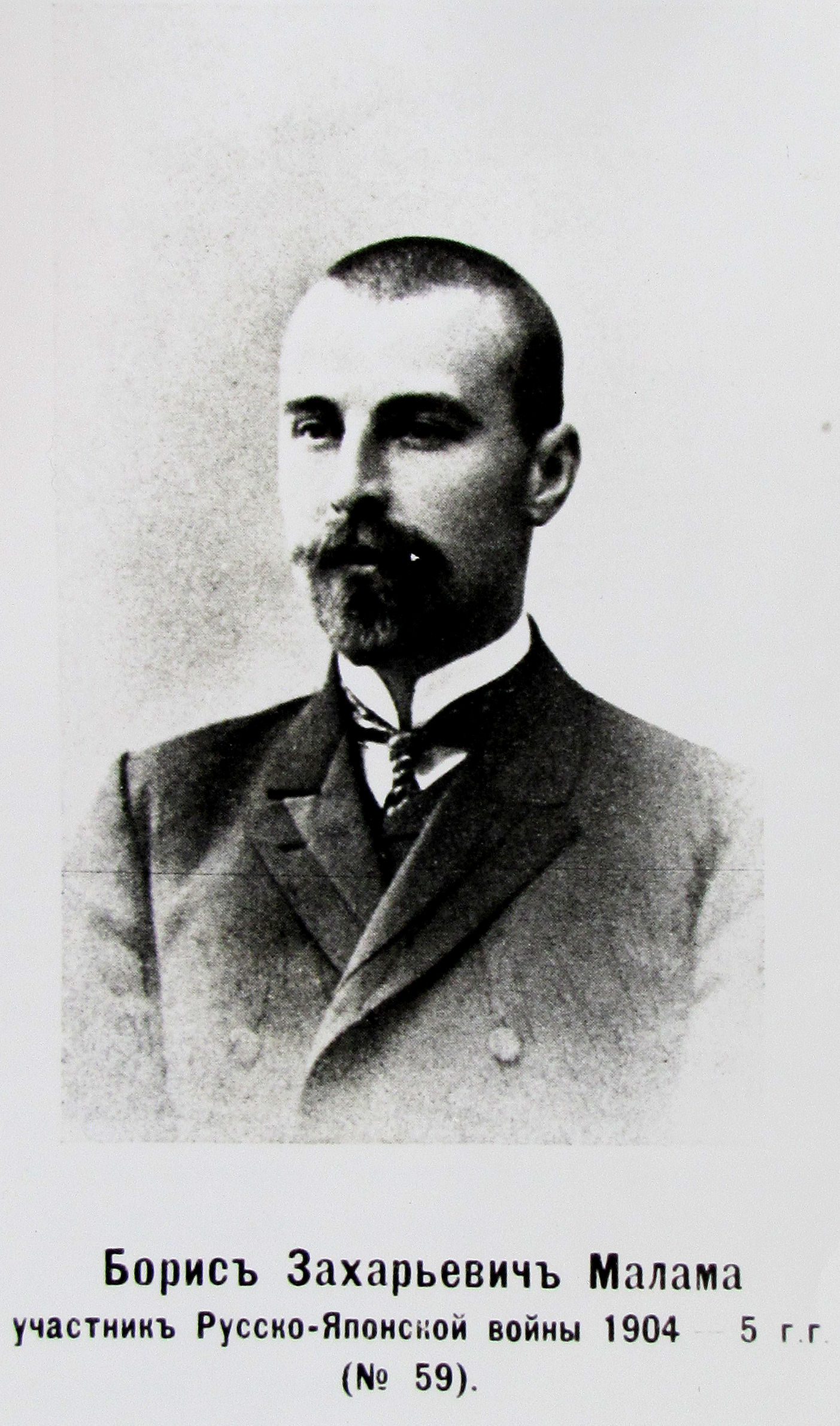
Борис Захарьевич Малама (№59)
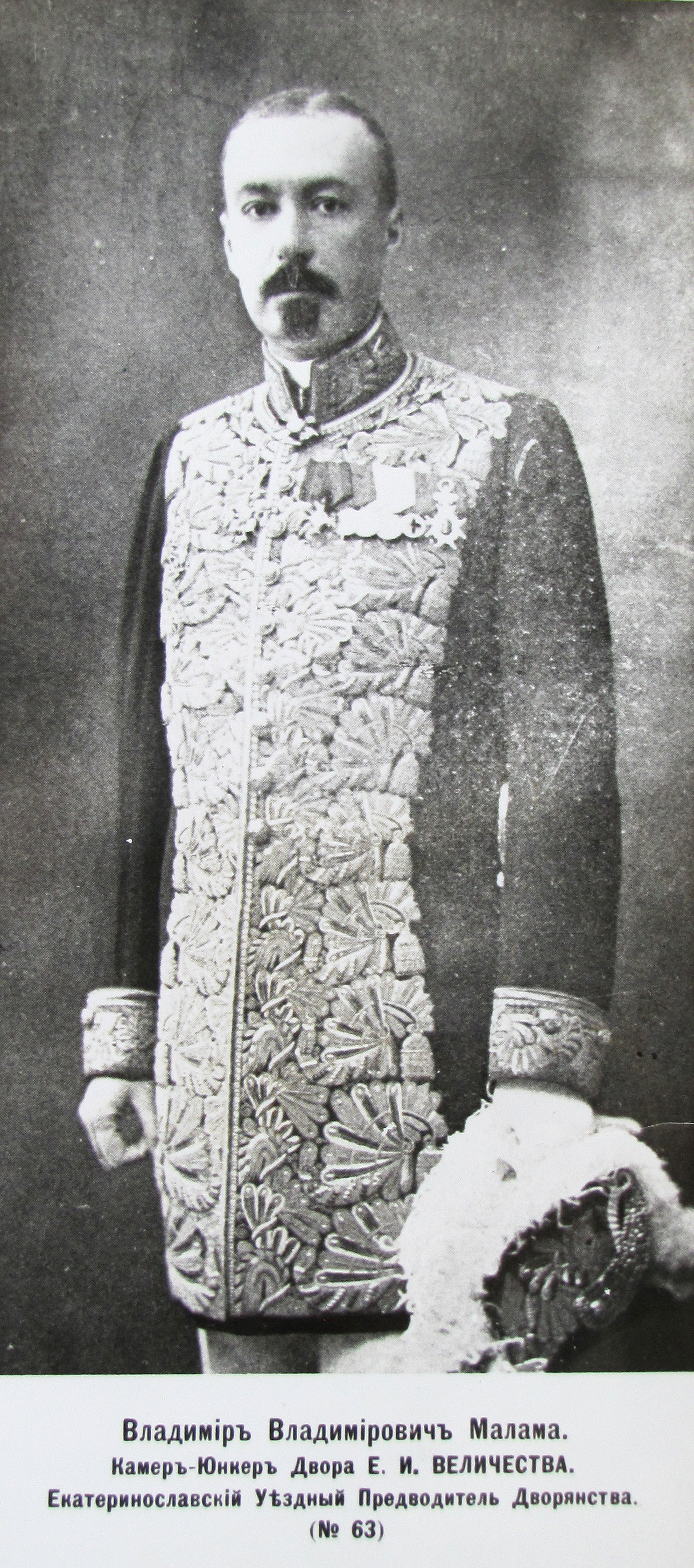
Владимир Владимирович Малама (№63)
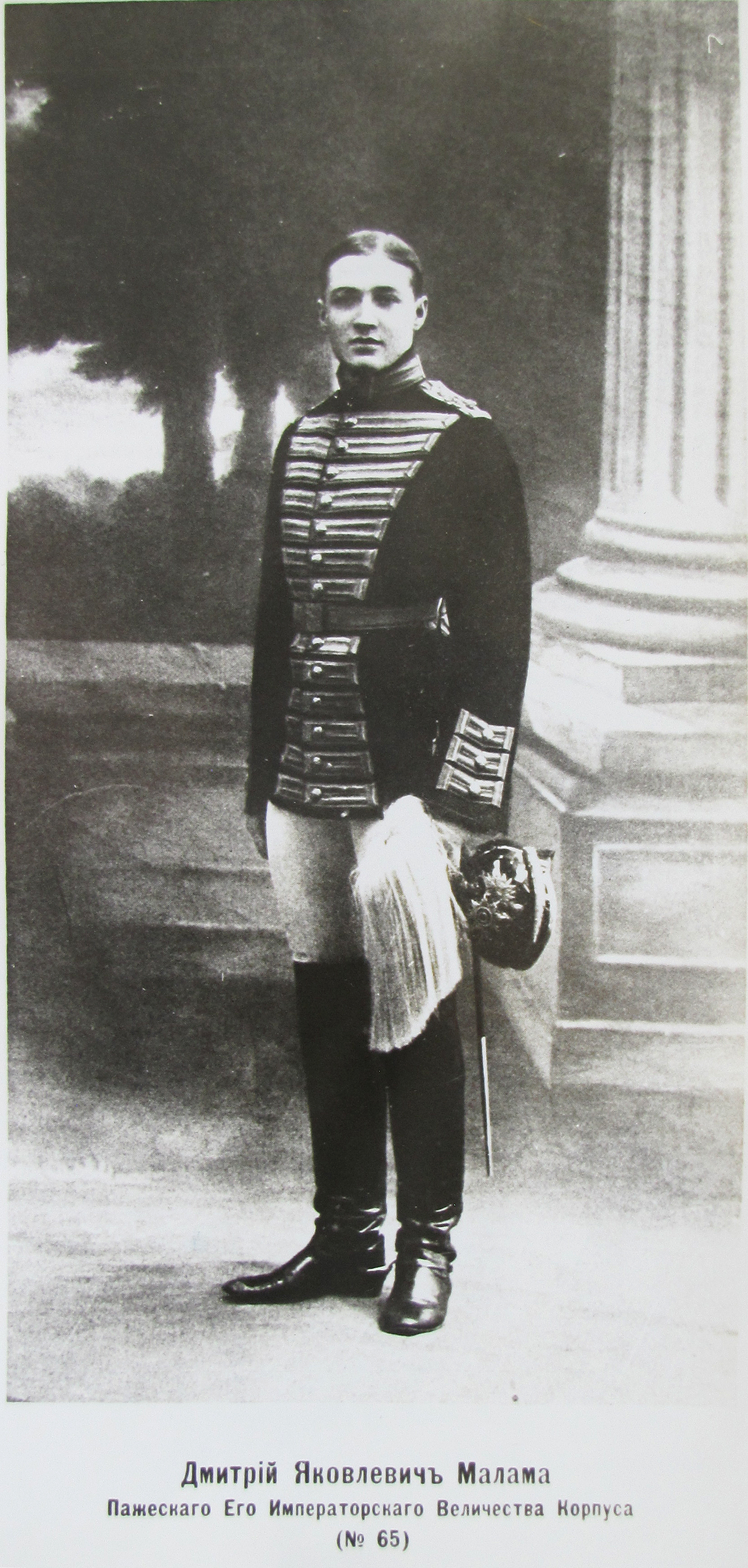
Дмитрий Яковлевич Малама (№65)
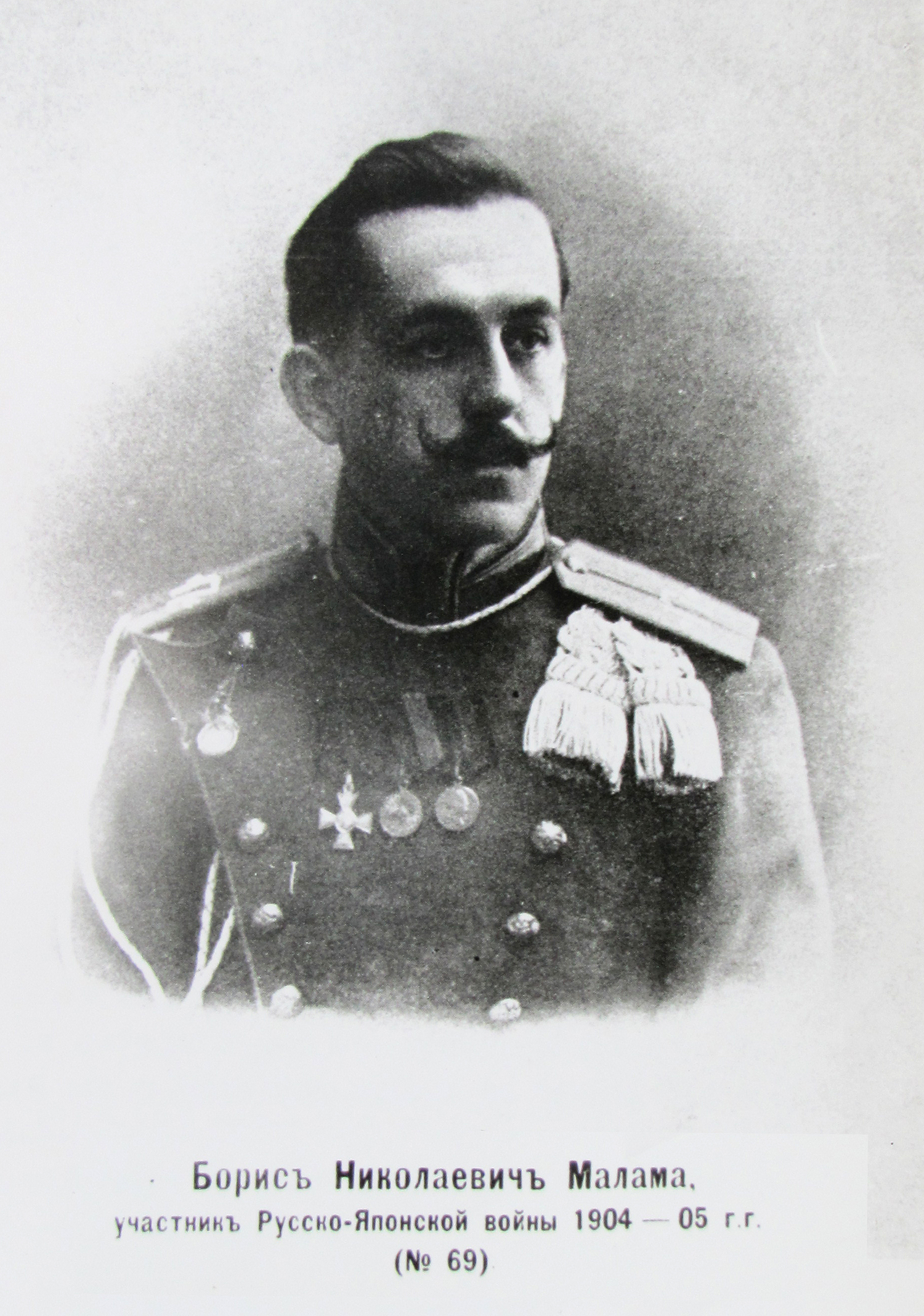
Борис Николаевич Малама (№69)
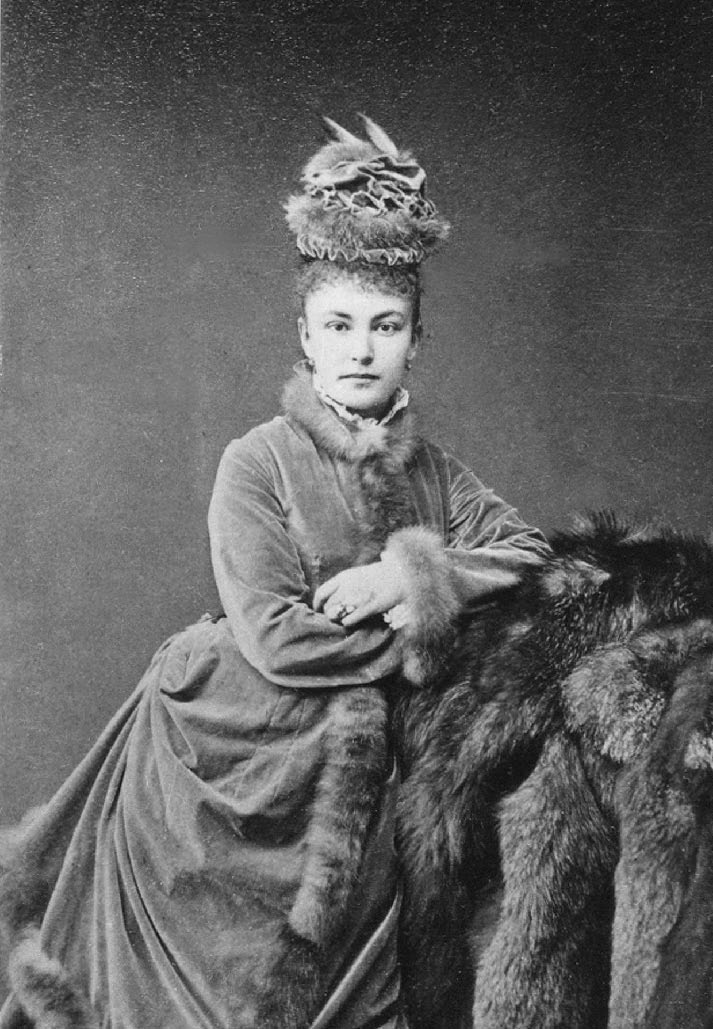
Вера Ивановна Малама
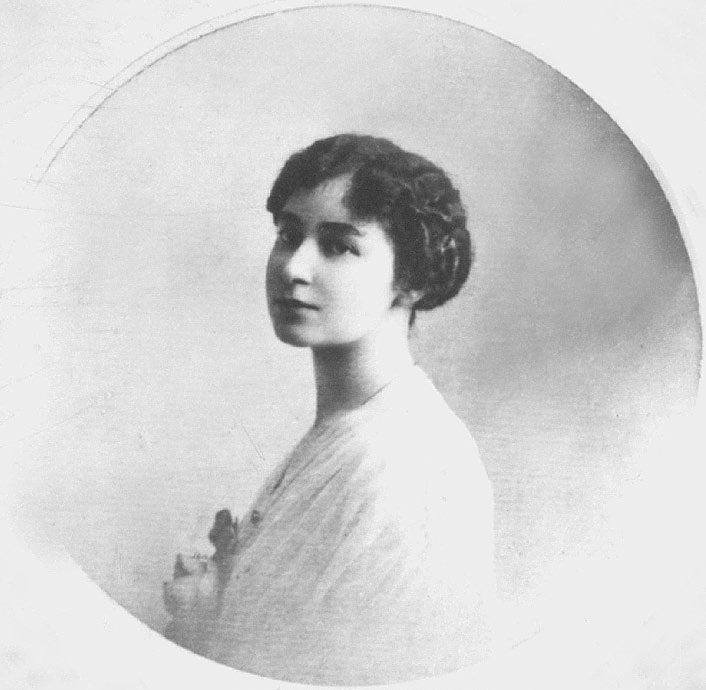
Вера Владимировна Малама
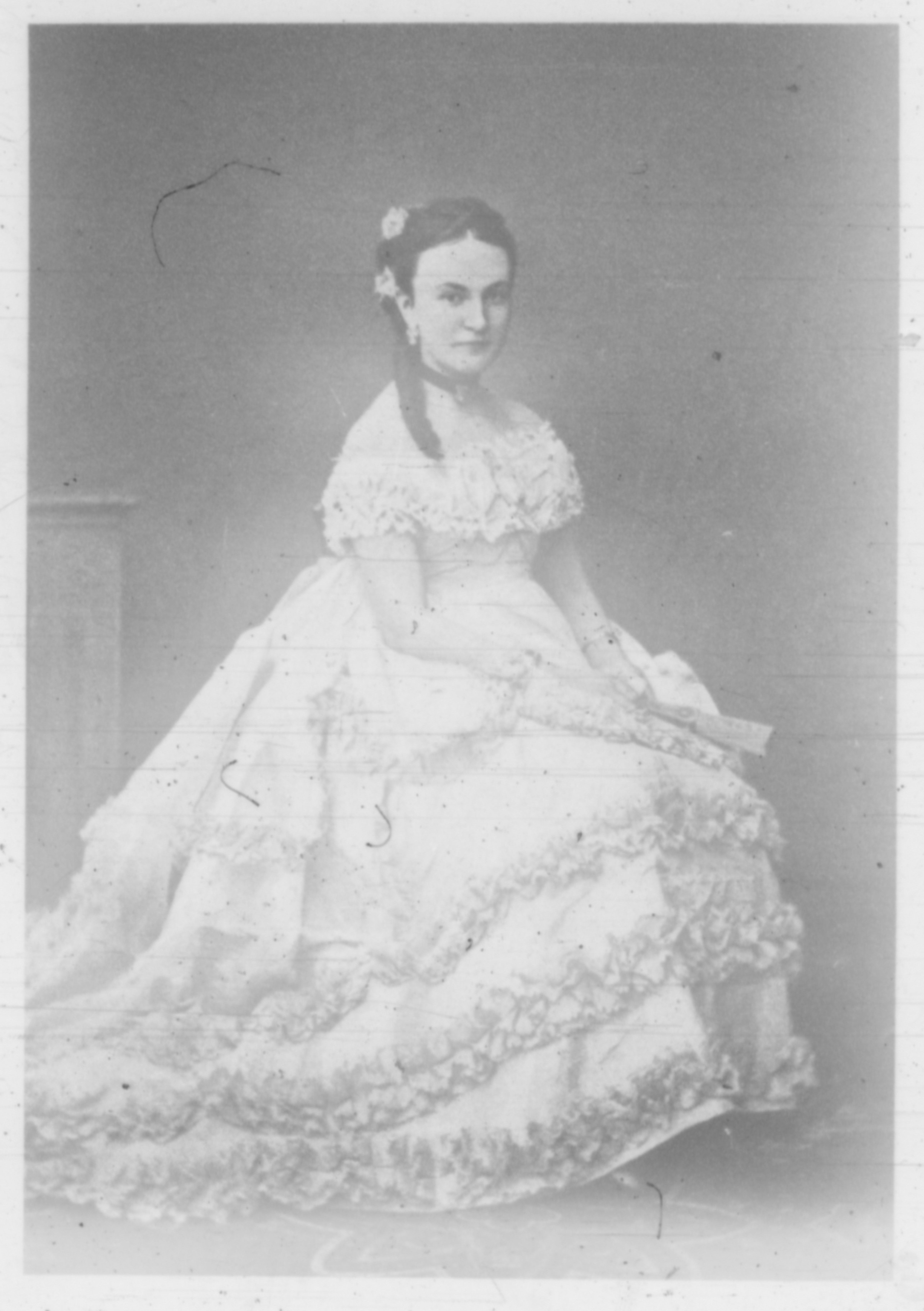
Вера Ивановна Малама
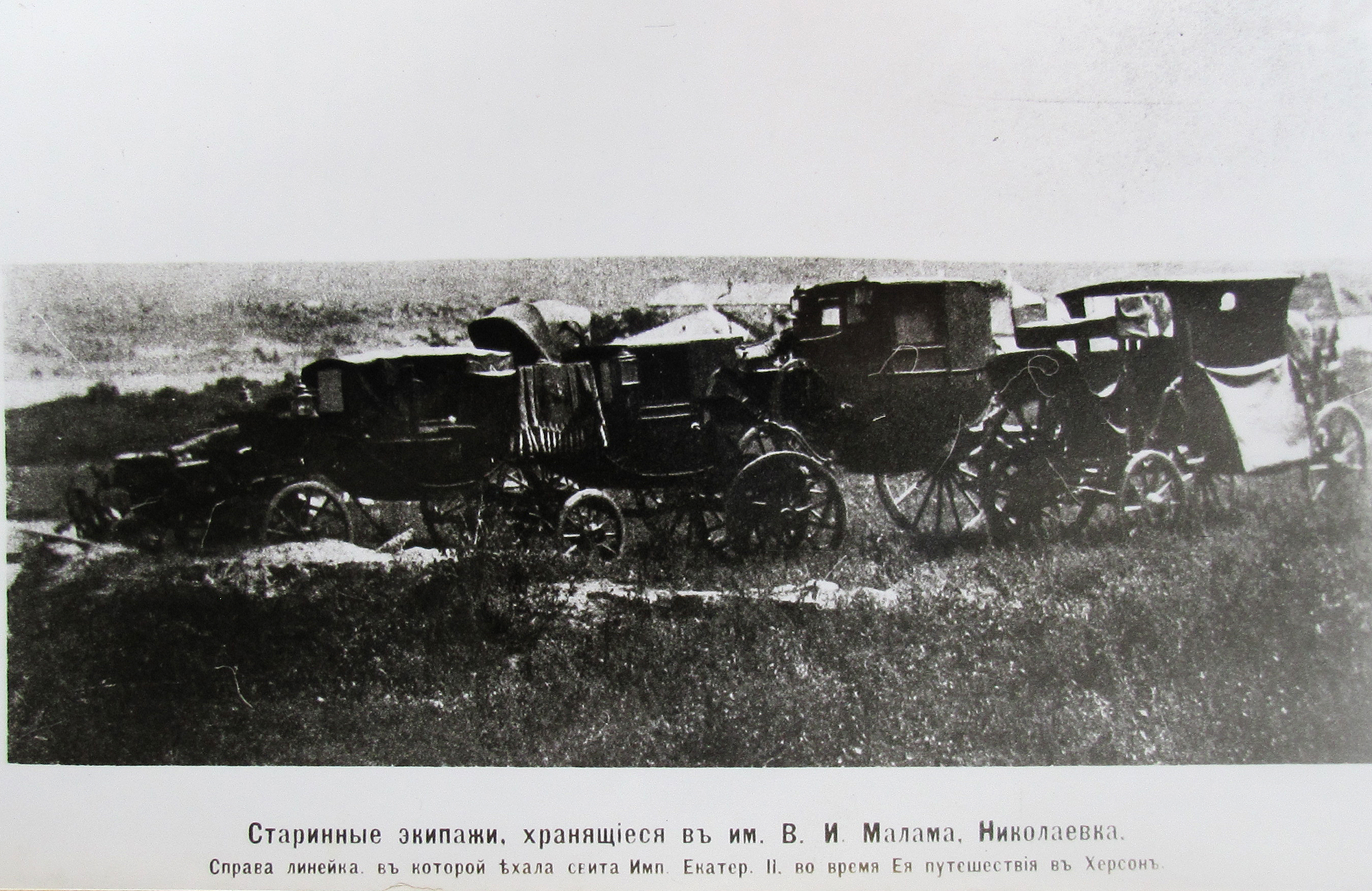
Старинные экипажи, хранившиеся в имени В.И. Малама, Николаевка
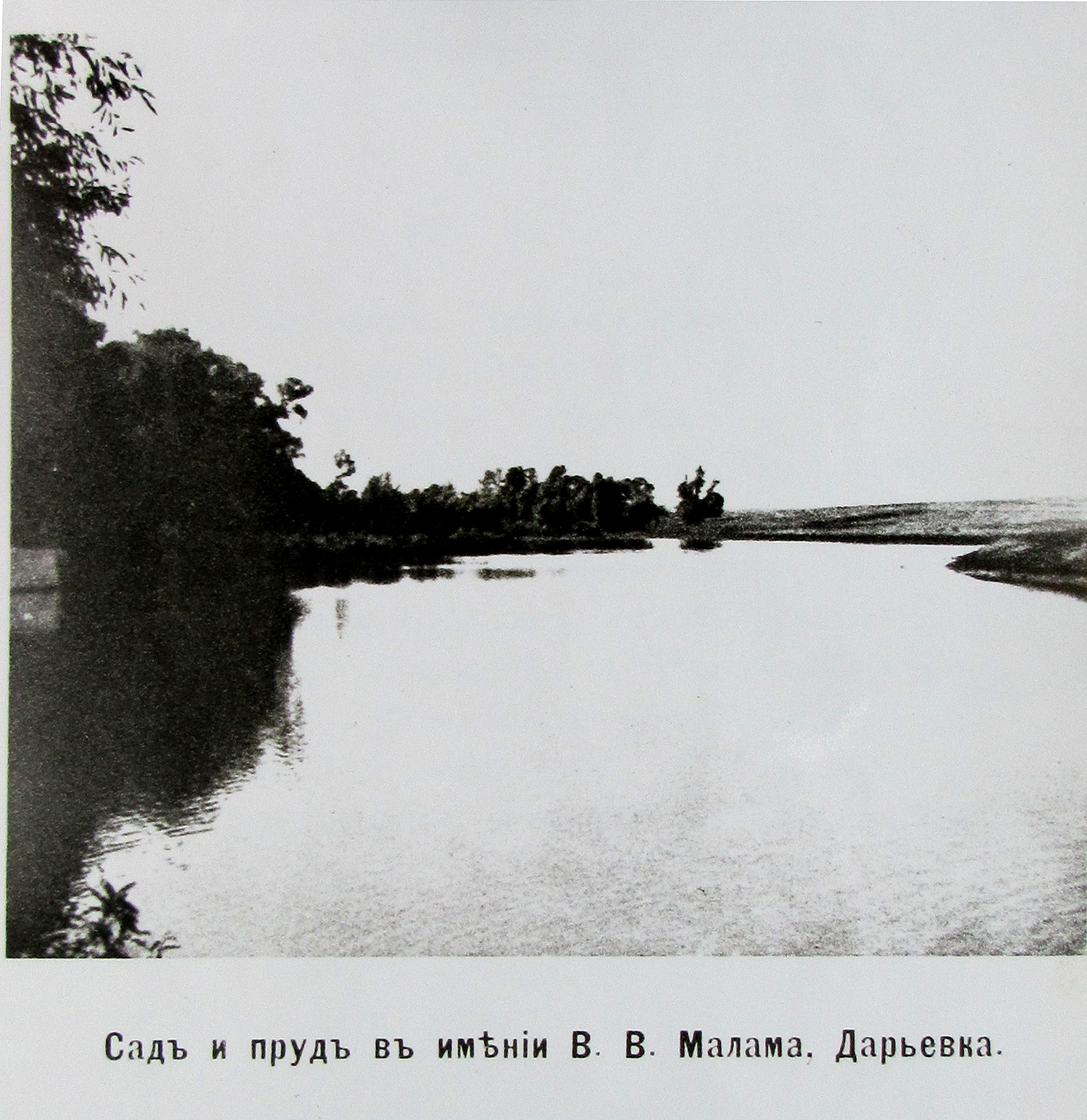
Сад и пруд в имении В.В. Маламы, Дарьевка
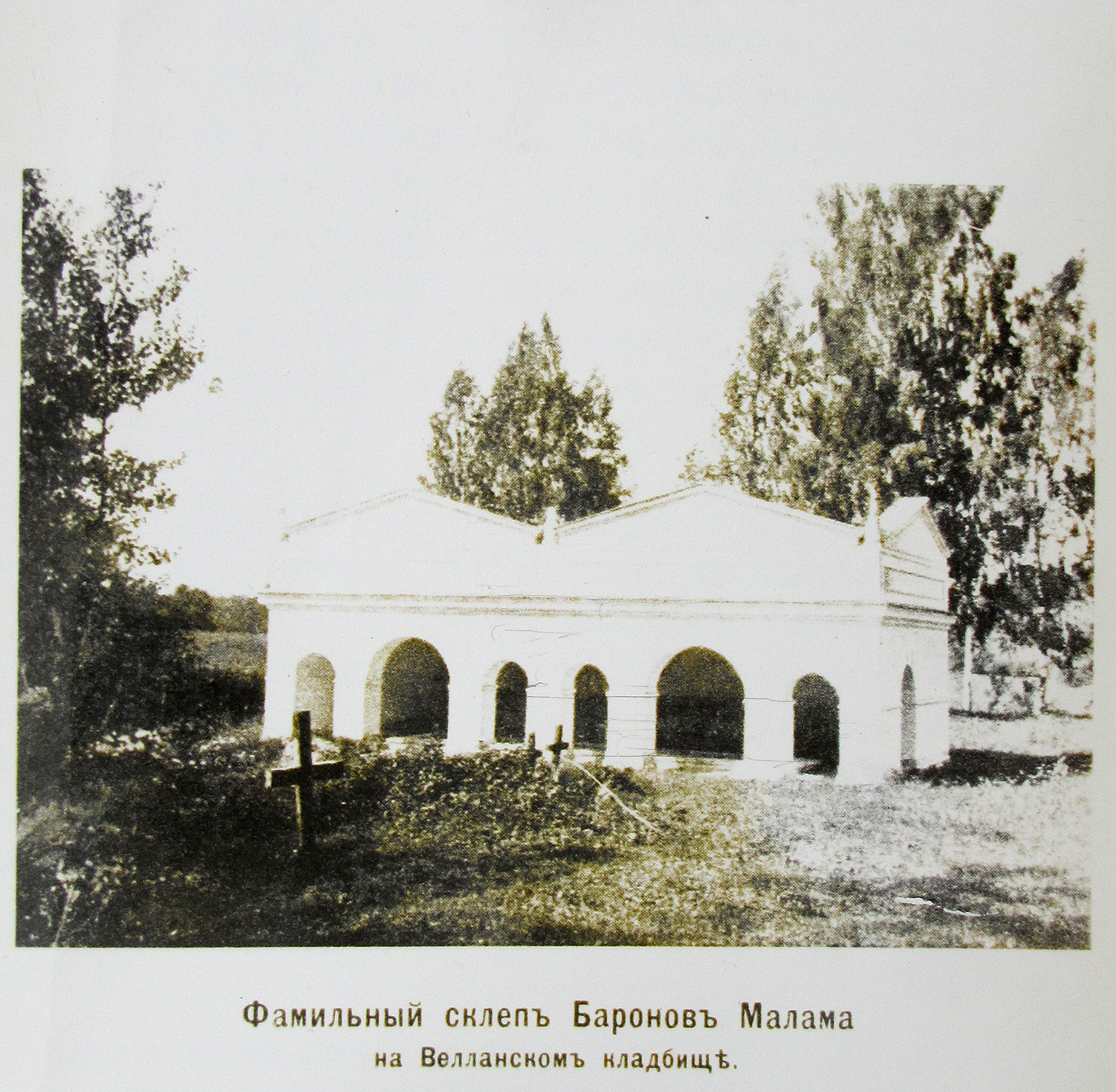
Фамильный склеп баронов Малама на Велланском кладбище
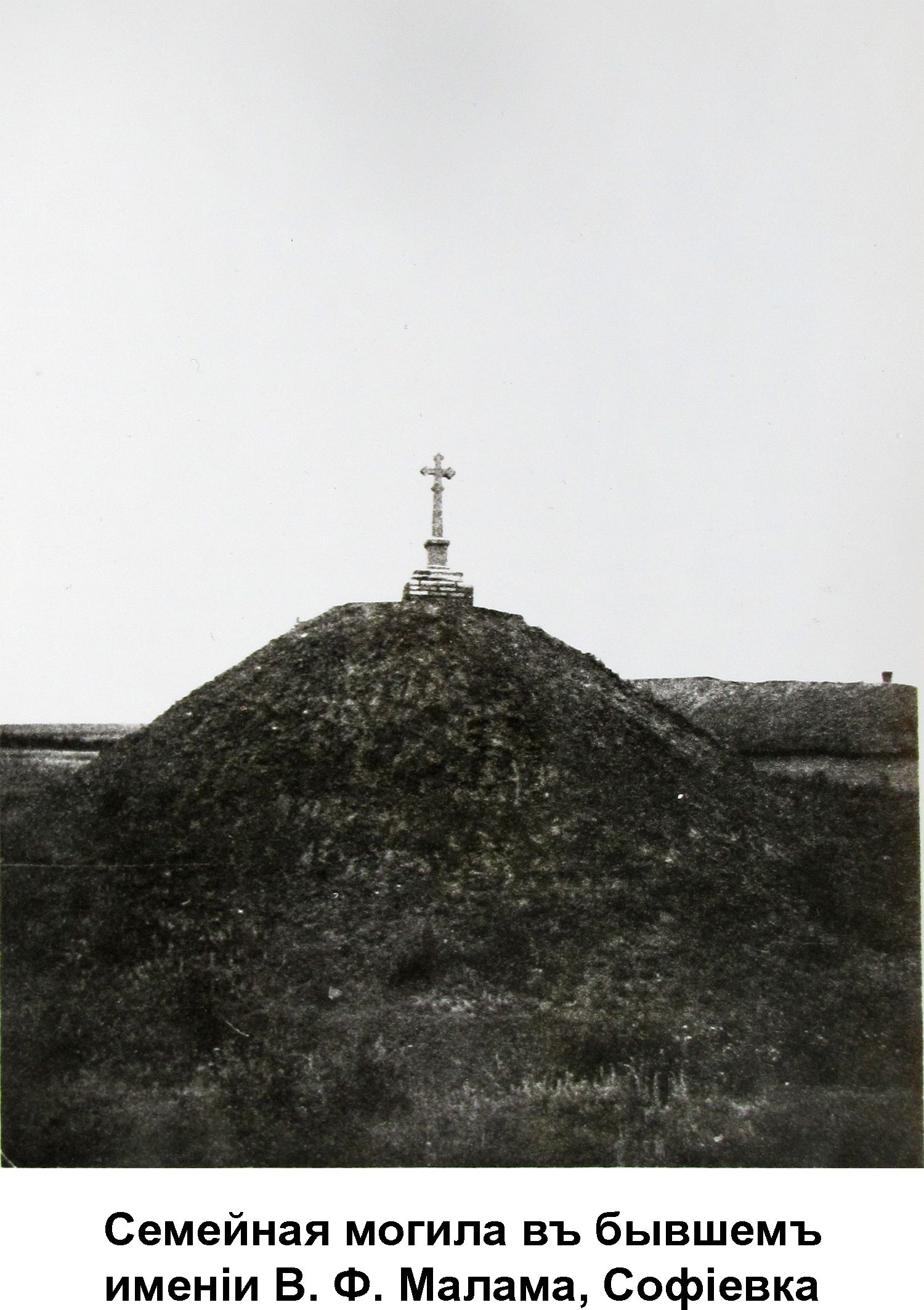
Семейная могила в бывшем имении В.Ф. Маламы, Софиевка
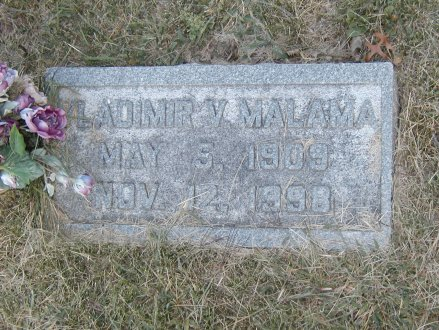
могила В.В. Маламы (№73)